# Kostel Nalezení svatého Kříže (Litomyšl)
Areál piaristického kostela Nalezení svatého Kříže se nachází v Litomyšli na svahu východně od náměstí. Zahrnuje samotný kostel Nalezení svatého Kříže, budovu piaristické koleje, zahradu a budovu bývalého piaristického gymnázia, kde od roku 1926 sídlilo Regionální muzeum Litomyšl.
V současnosti je zde Fakulta restaurování Pardubické univerzity.

## Historie
Řád piaristů z Mikulova do Litomyšle přivedla Frebonie Eusebie z Pernštejna roku 1640. Piaristé nechali postavit tři křídla koleje, školu a kostel. Piaristické gymnázium bylo otevřeno v roce 1644. Poslední křídlo koleje bylo postaveno v roce 1681, součástí koleje byl refektář se štukovou a malířskou výzdobou a kaple zvaná Očistec. U koleje byla založena rozsáhlá zahrada se sadem, která je součástí komplexu tzv. Klášterních zahrad. V kostele se konaly bohoslužby zejména piaristů a studentů jejich škol. Piaristé z Litomyšle odešli v roce 1948.

## Kostel
Kostel byl postaven v barokním slohu v letech 1716–1726 podle, o dva roky mladšího, návrhu italského architekta Giovanniho Battisty Alliprandiho na místě staršího piaristického kostela. Budovu nechal postavit tehdejší majitel panství František Václav z Trauttmansdorffu. Na stavbu byla pravděpodobně vypsána soutěž, jíž se účastnil mladoboleslavský architekt Mikoláš (Niccolo) Rossi, který za neprovedené plány a model kostela dostal v roce 1715 honorář. V roce 1714 byla uzavřena smlouva s Alliprandim, který stavbu vedl do roku 1719, kdy se řízení stavebních prací ujal František Maxmilián Kaňka. Ten se věnoval práci na zevnějšku, vnitřku a portálu do roku 1726. V roce 1722 byl kostel vysvěcen. Roku 1735 při požáru shořela pravá věž, o čtyřicet let později v roce 1775 oheň pohltil celý kostel s částí vnitřního zařízení, požáru odolaly pouze tři dřevěné sochy evangelistů. Po požáru chrám opravoval Jan Kristof  Habich. V roce 1814 kostel postihl další požár. Další opravy byly provedeny v letech 1814, 1892, 1894 a 1903.

V letech 1948–1949 proběhla oprava věží a krytiny. V roce 1958 byl stanoven havarijní stav kostela a začaly snahy o rekonstrukci. Roku 1967 vandalové zdemolovali část rakví v kryptě kostela i další části stavby. O pět let později byl chrám převeden do státního vlastnictví. Spravuje jej Památkový ústav v Pardubicích. V roce 1978 byl zpracován projektový plán rekonstrukce. V letech 1981–1982 bylo vnitřní zařízení kostela demontováno a jeho část předána k restaurování. Na počátku 90. let 20. století se v kostele konalo několik koncertů festivalu Smetanova Litomyšl. V letech 1991–1994 se uskutečnila rekonstrukce střechy, věží a fasády. V letech 1997–2000 opravou prošla i budova koleje. Interiér kostela byl za 82 milionů korun renovován v letech 2010–2014 v rámci projektu Revitalizace zámeckého návrší, podle projektu architektů manželů Marka a Vandy Štěpánových z let 2007-2010. Koncepce architektů reflektuje pohnutou historii kostela. Stěny kostela byly vylíčeny šedou barvou, která nechává vyniknout vznosnosti prostoru modelovaného světlem a přes severní část transeptu byla umístěna minimalistická lávka umožňující neobvyklý pohled do lodi. Lávka propojuje výstavní prostory na ochozu, kde jsou prezentována sakrální umělecká díla z královéhradecké diecéze. Na ochoz se vstupuje po nově vybudovaném dřevěném a spirálovitém schodišti v jižní věži, které vede na novou vyhlídkovou terasu mezi věžemi s výhledem na Toulovcovo náměstí, zámek a do dvora piaristické koleje.

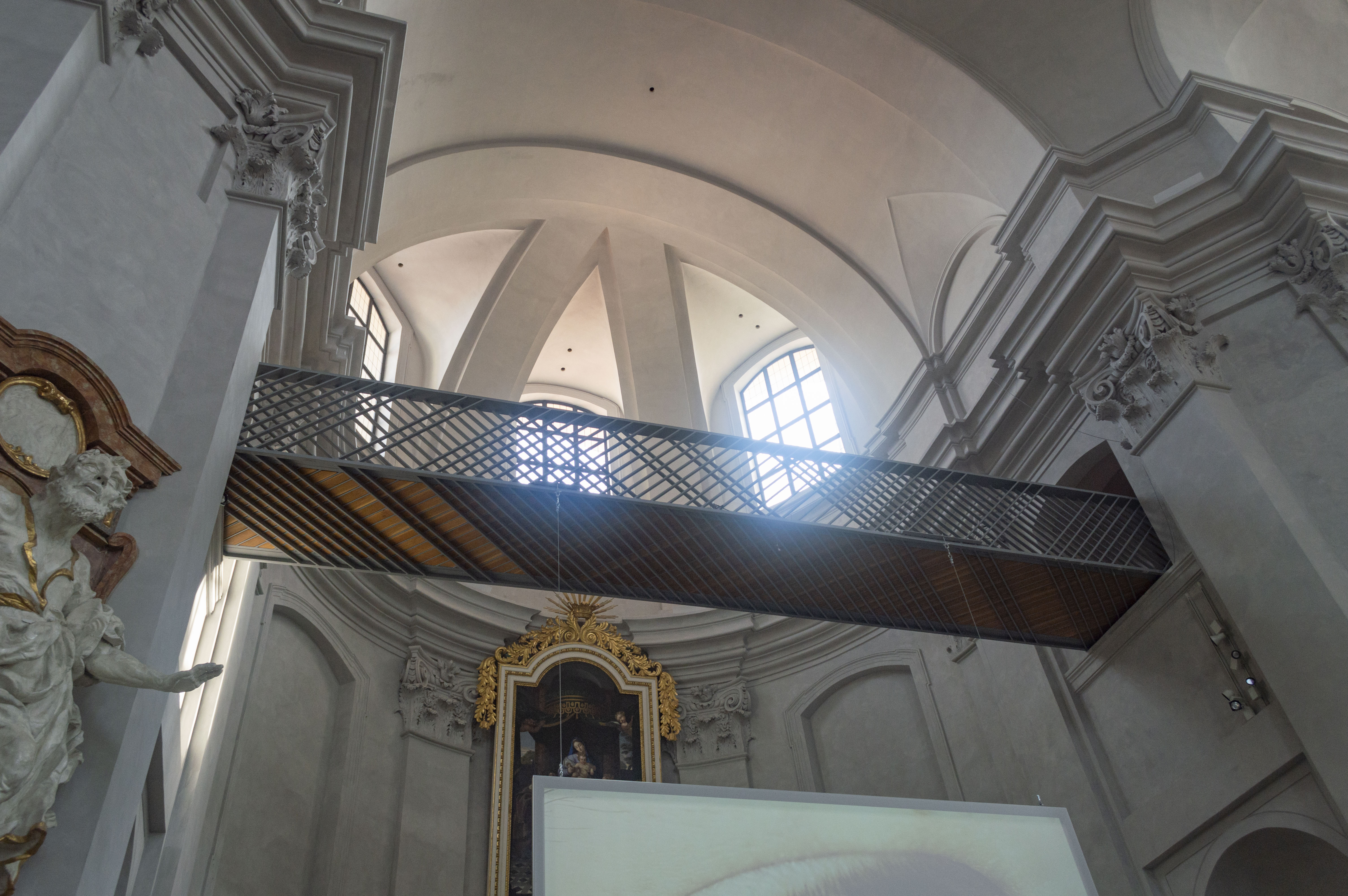
Lávka propojující ochoz s místností nad sakristií
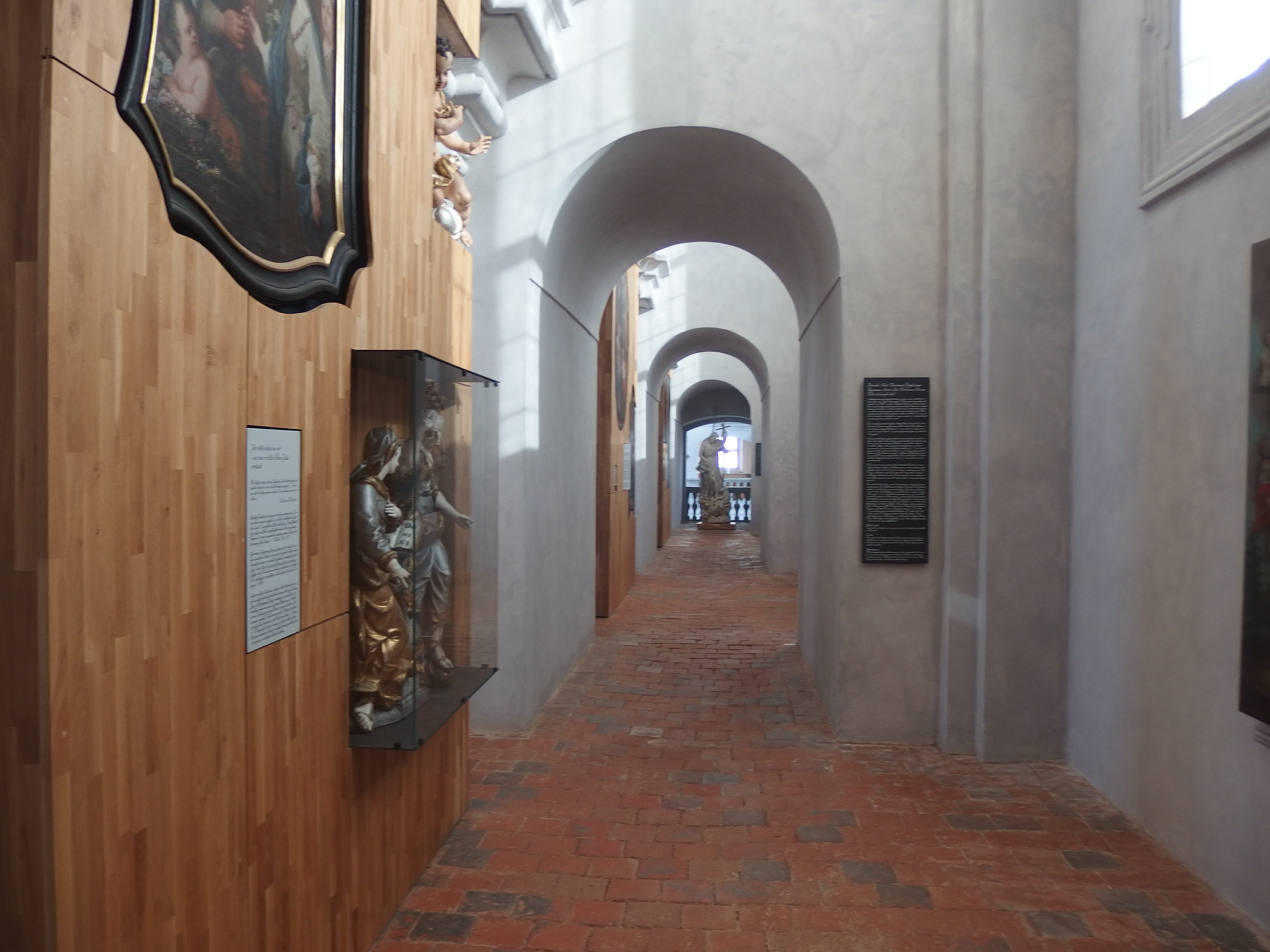
Expozice na ochozu
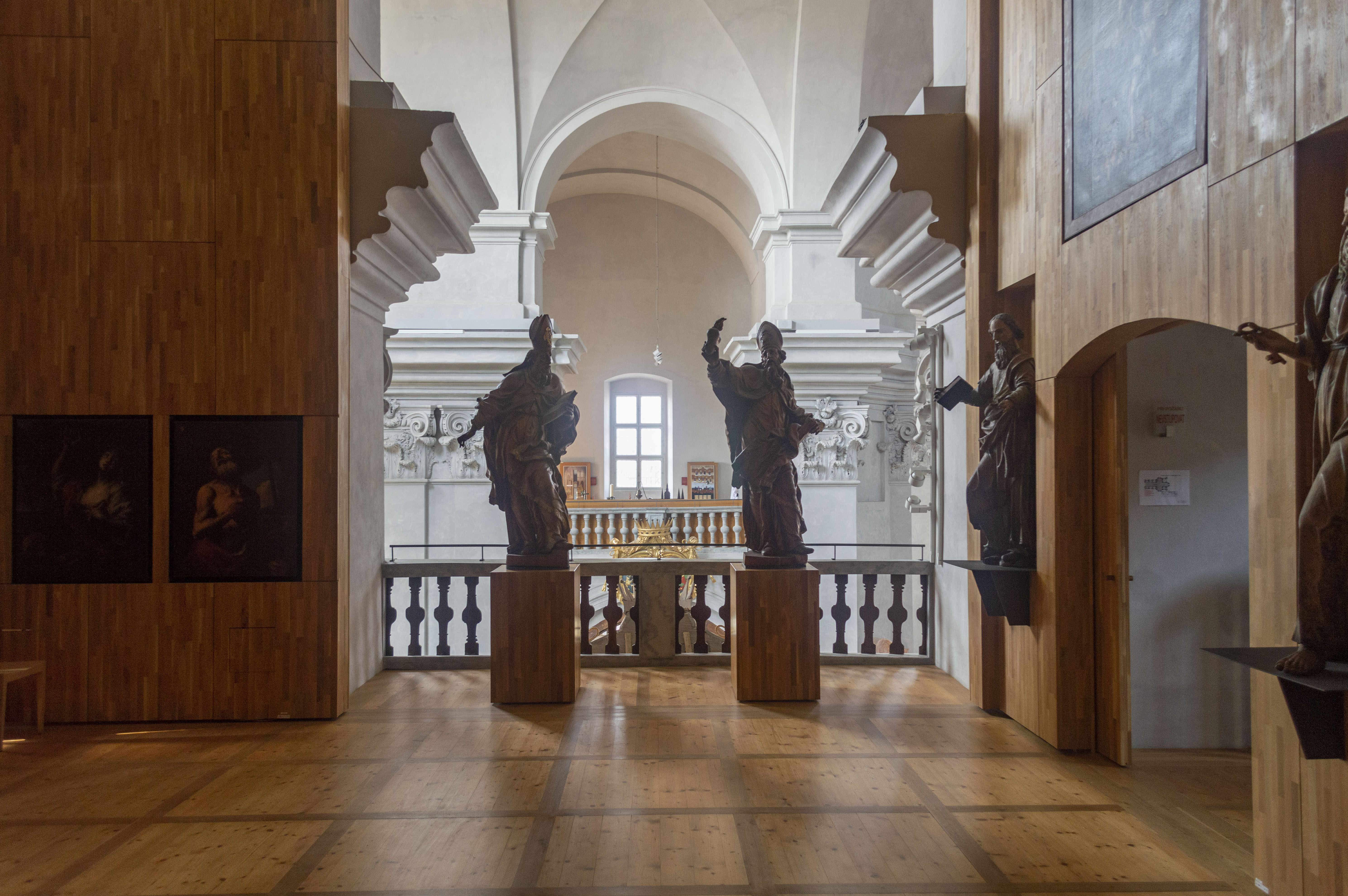
Výstavní prostor nad sakristií s pohledem do presbytáře
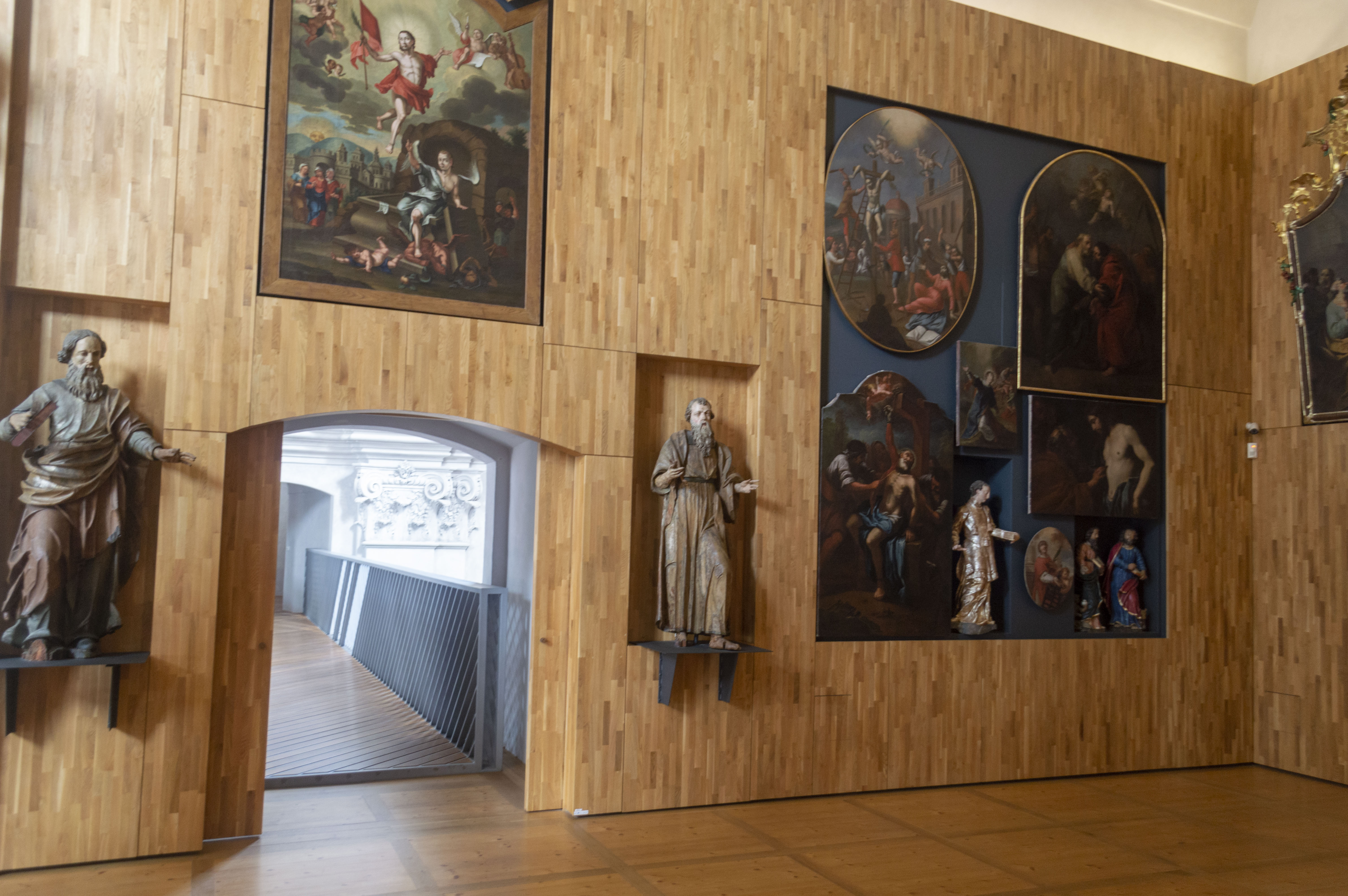
Výstavní prostor nad sakristií s viditelnou lávkou

### Architektura a výzdoba
Jednolodní chrám má půdorys latinského kříže s půlkruhovým závěrem. V průčelí jsou dvě nakoso postavené tříetážové věže na čtvercovém půdorysu, kryté členitými báněmi. K hlavní lodi v křížení přiléhají dvě  půlkruhové kaple. Kostel je zaklenut třemi poli valené klenby s výsečemi nad podélnou lodí a plackovou klenbou nad křížením. Vstupní průčelí má tři portály, je přepásáno těžkou kordonovou římsou., na hlavní římse je balustráda se sochami a za ní trojboký štít se sluncovým nimbem. Fasáda je konvexně řešená a zdobí ji plastiky z dílny sochaře Matyáše Bernarda Brauna. Nad hlavním portálem je pískovcová kartuše pod korunou s erbem Trauttmansdorfů od Jiřího Františka Pacáka a na římse alegorie Naděje a Víry z Braunovy dílny. Nad postranními vchody jsou štíty s letopočty 1722 a 1892 a sochy puttů. Mezi věžemi probíhá atika s balustrovým zábradlím a sochami sv. Václava a Vojtěcha, taktéž od Brauna.

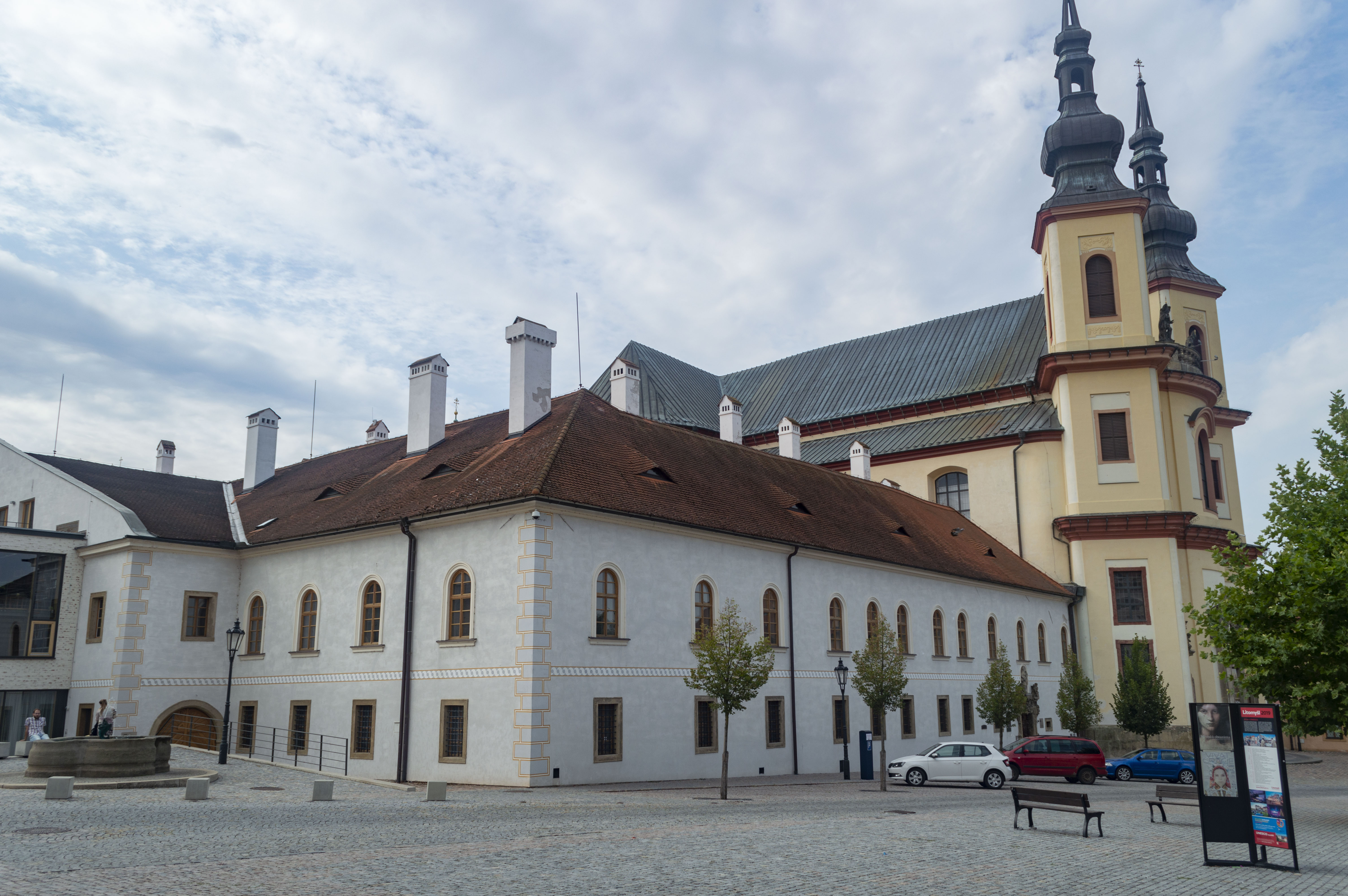
Kostel s přilehlou kolejí
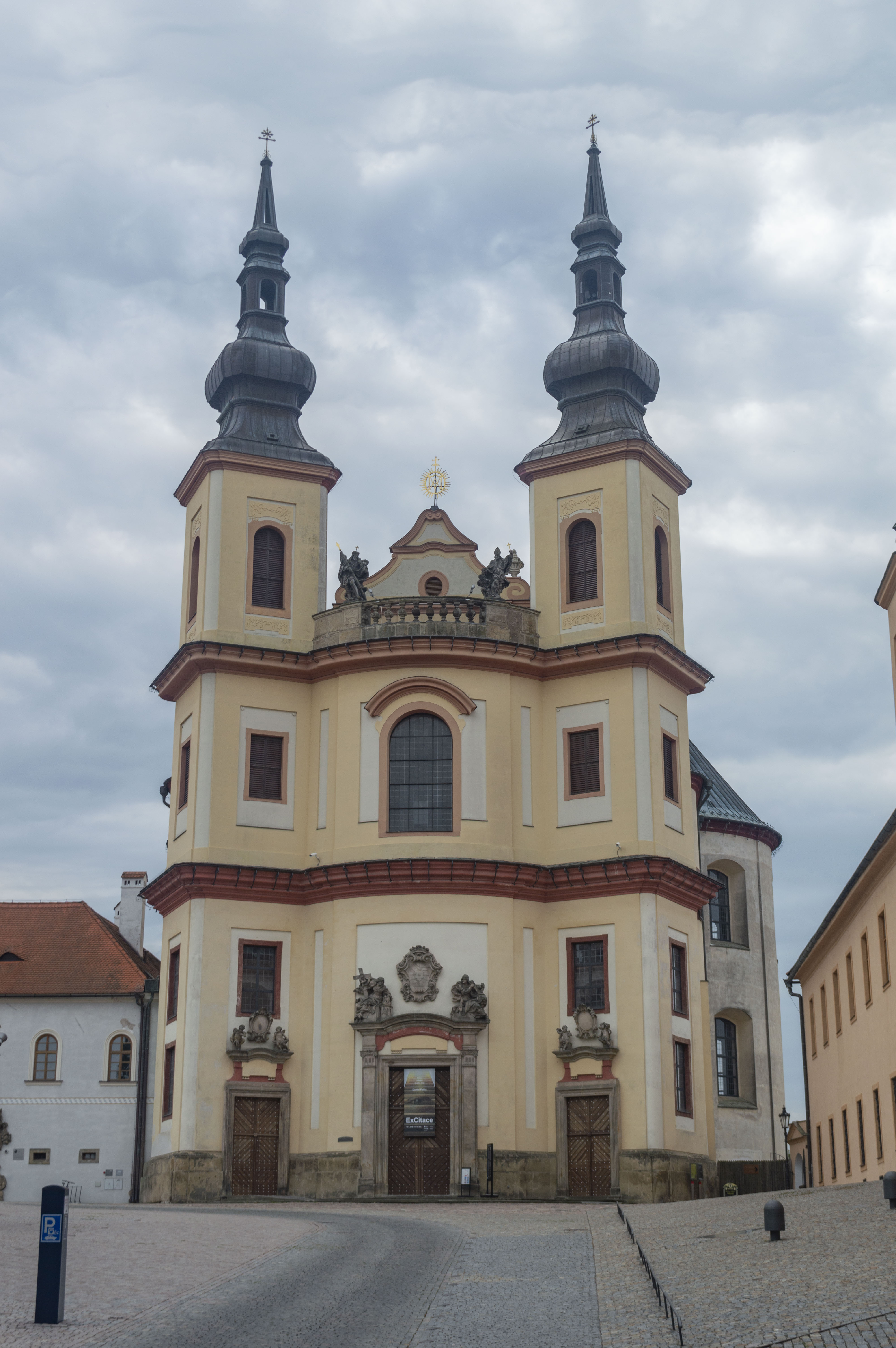
Průčelí kostela s věžemi
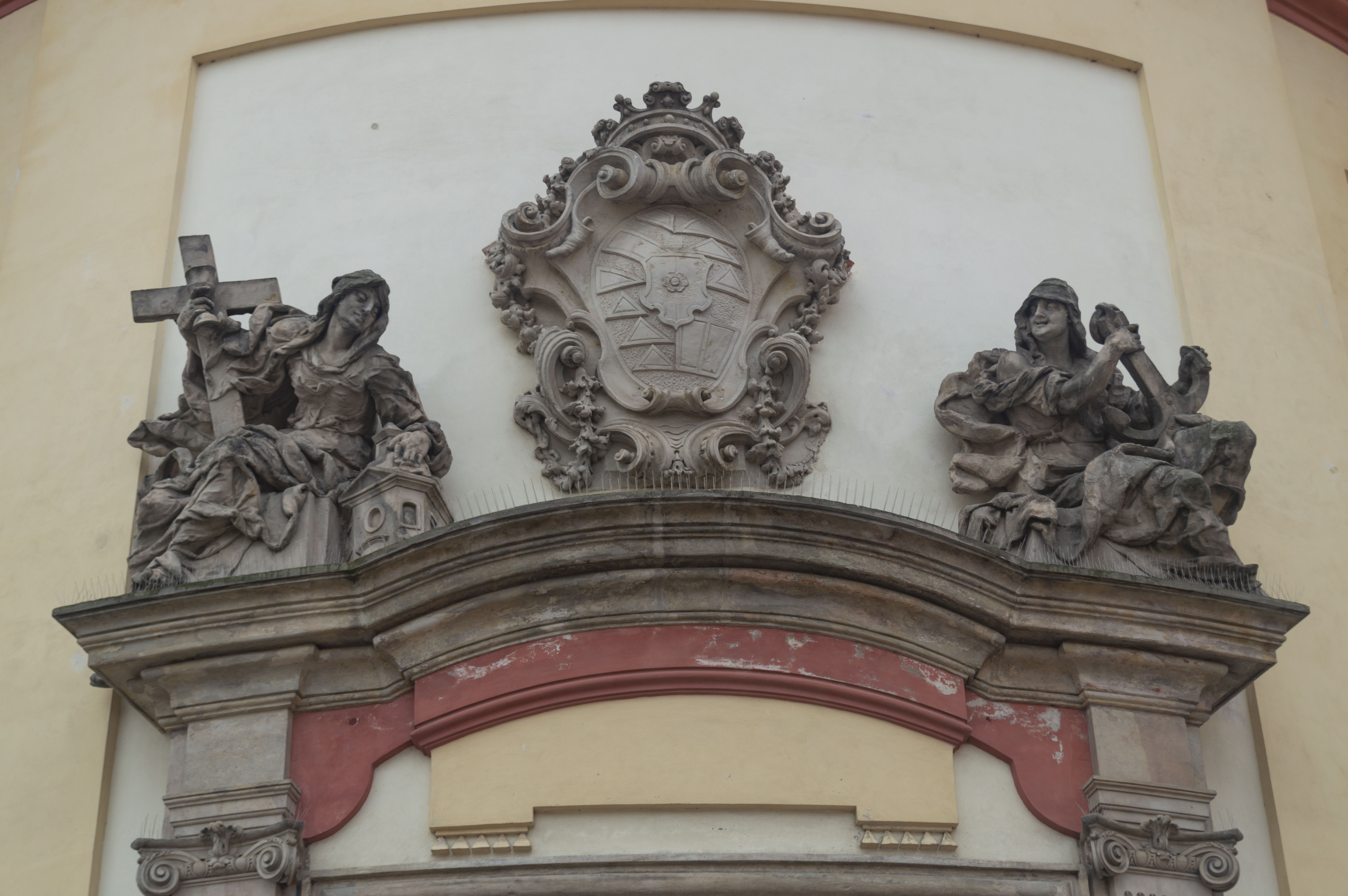
Hlavní portál se sochami z Braunovy dílny (alegorie Víry a Naděje) a erbem Trauttmansdorffů
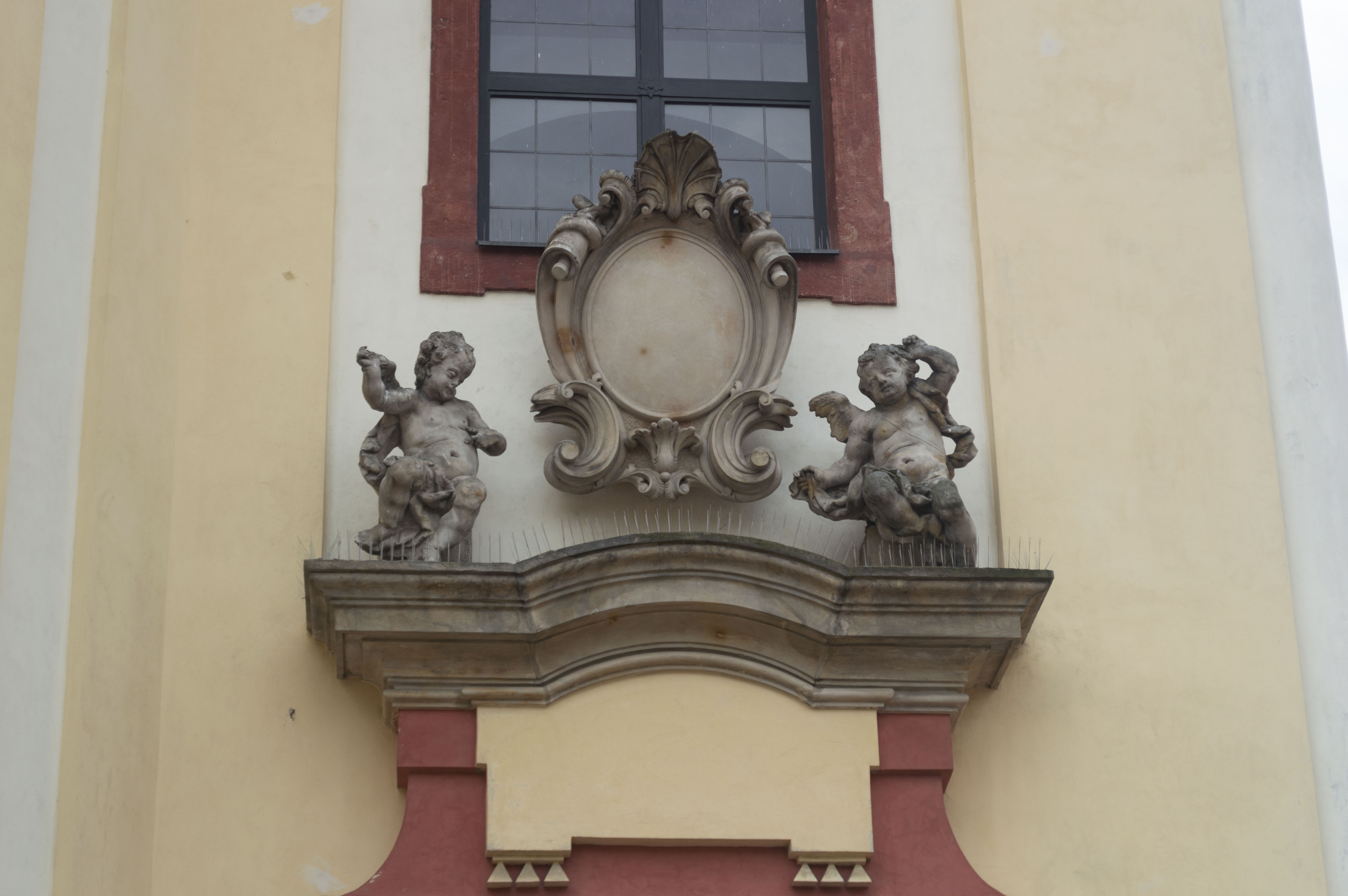
Levý portál s putti
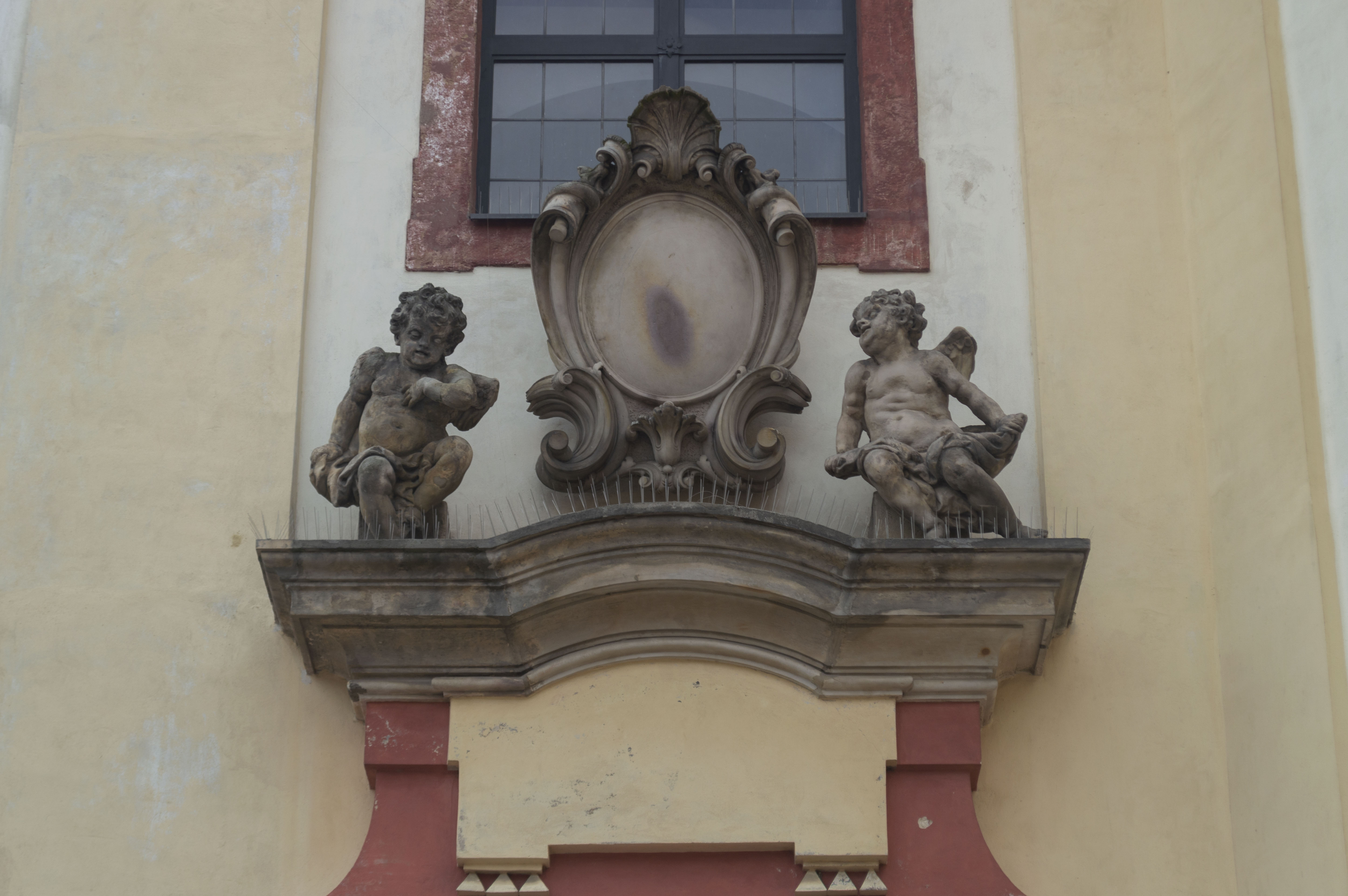
Pravý portál s putti
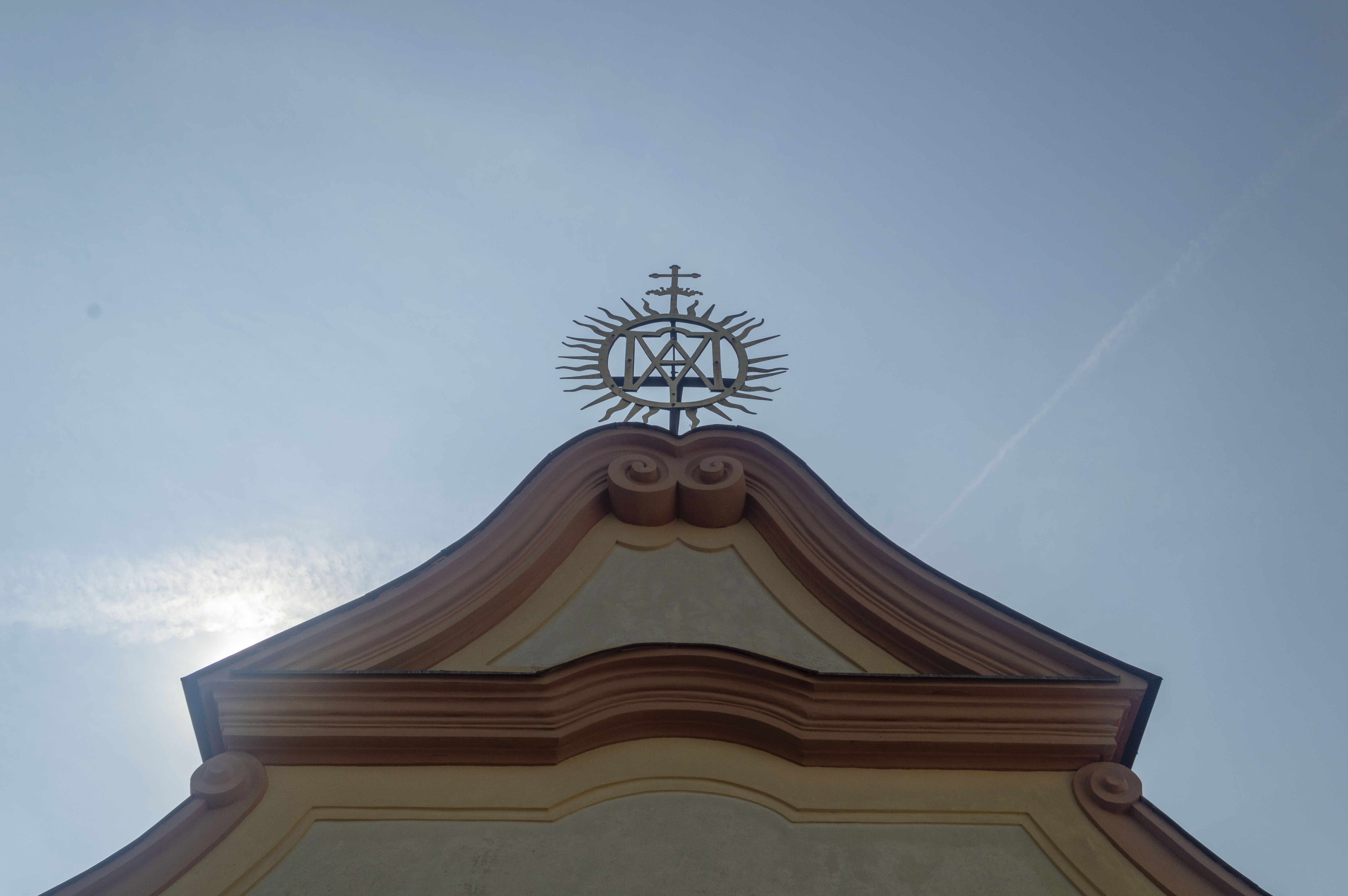
Stít lodi
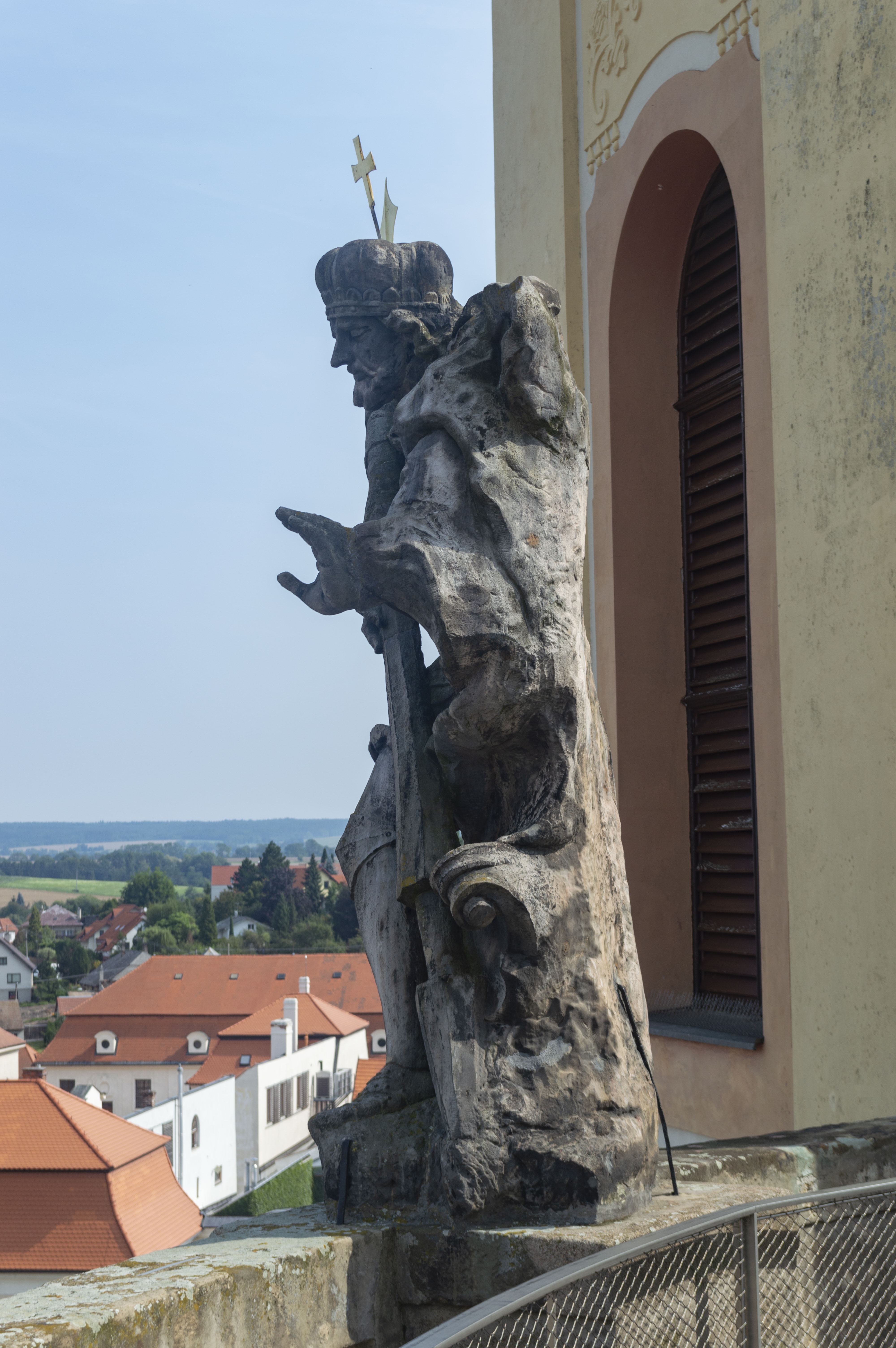
Socha mezi věžemi
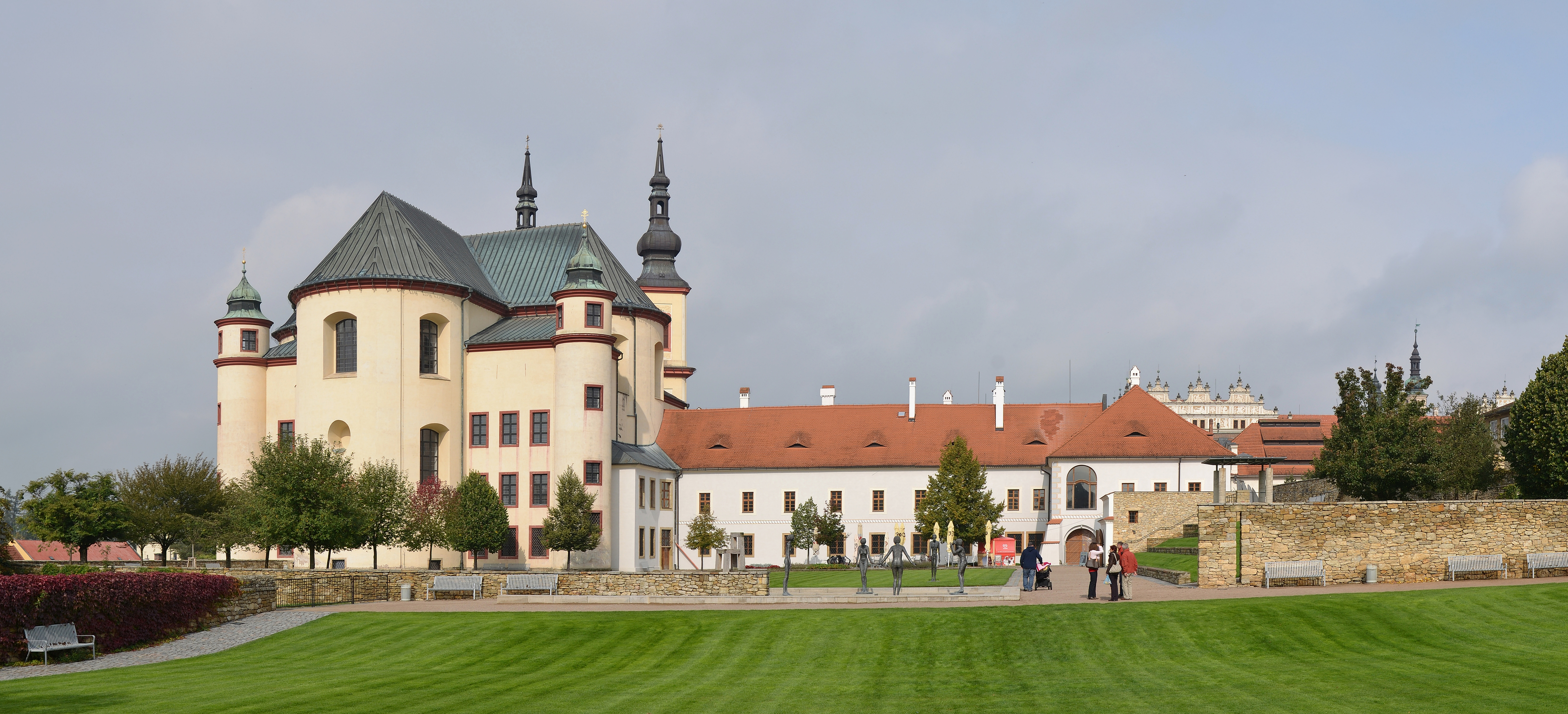
Závěr kostela a klášterní zahrady

Interiér je prosvětlený a bohatě vybavený. Sochařskou výzdobu zadal František Václav z Trauttmansdorffu dílně Matyáše Bernarda Brauna, některé práce vytvořil i Jiří František Pacák, ale jeho podíl není rozpoznatelný. Právě Pacákovo jméno bylo s výzdobou kostela nejčastěji spojováno, ale podle posledních výzkumů výzdobu dělal Braun, zatímco Pacákovi práci zadával architekt František Maxmilián Kaňka. Pacákovo jméno je uváděno pouze v účtech za kamenické práce a plastiky.
K pracím Braunovy dílny, k jejímuž provedení objednavatel vyjadřoval jistou míru nespokojenosti, patří sochy sv. Václava a sv. Prokopa, které stojí na balustrádě atiky ve střední části průčelí (1723), dále do roku 1724 zhotovené alegorické sochy Víry a Naděje nad hlavním portálem. K výrazným prvkům interiéru patří monumentální dřevěné bíle štafírované sochy čtyř evangelistů, stojící v rozích křížení (1721–1725). Objednavateli se sochy nelíbily, takže byly sňaty, upraveny a pozlaceny, což nejspíše provedl rakouský umělec Antonín Appeler. Při požáru roku 1775 došlo ke zničení sochy sv. Matouše (donedávna byla považována za zničenou socha sv. Jana Evangelisty). V roce 1783 ji novou sochou nahradil řezbář Jan Dornbacher z Dobrušky. Klenbu kupole vymaloval morovým tématem roku 1728 Václav Jindřich Nosek, obraz pro hlavní oltář si František z Trauttmansdofrfu objednal u významného italského malíře Francesca Trevisaniho. Freska a část vnitřního vybavení byla zničena při zmíněném požáru, oltář byl nově postaven zděný v klasicistních formách a oltářní obraz v roce 1778 nahradila kopie od profesora vídeňské akademie Vincence Fischera. Sochy sv. Petra, sv. Pavla a Boha Otce z bílého štuku vypracoval Martin K. Keller z Vídně.
Tři páry protějškových bočních oltářů byly mezi lety 1746–1757 opatřeny zlacenými sochami světců a andělů. U soch na první dvojici oltářů u vchodu je roku 1757 doložen František Pacák, syn Jiřího F. Pacáka. U ostatních oltářů je vzhledem ke stylové a kvalitativní odlišnosti jeho účast pouze zvažována, případně omezena na dílenský provoz. Do retabul byly vsazeny obrazy Josefa T. Rottera, jeho žáka Jana L. Krackera a Felixe I. Leichera: sv. Anna s malou Marií – Rotter, v nástavci sv. Zachariáš s Alžbětou – Kracker (oba 1747); sv. Josef v nástavci oltáře sv. Jana Kalasanského – Kracker (1748); sv. Jan Nepomucký rozdávající almužnu – Leicher (1759); sv. Antonín Paduánský uctívající Pannu Marii s Ježíškem – Leicher (1759), v predele sv. Valentin – Rotter; Oslava sv. Barbory – Gabriel Mathei (1746).

Další zařízení bylo doplňováno v průběhu 19. století. Obraz na oltář sv. Josefa Kalasanského dodala německá hraběcí malířka Amalie von Peter roku 1847. Stejná malířka osadila obrazy i oltáře v křížení s tématy Apoteóza sv. Václava (1842) a Panny Marie s dítětem se sv. Rochem a sv. Šebestiánem (1843). Obraz na oltáři Čtrnácti sv. pomocníků je signován J. Svoboda (1864). Kazatelna je z roku 1842, která nahradila zničenou. Na kůru se nacházejí varhany, které postavil varhanář Jan Josef Horák z Kutné Hory v roce 1821.

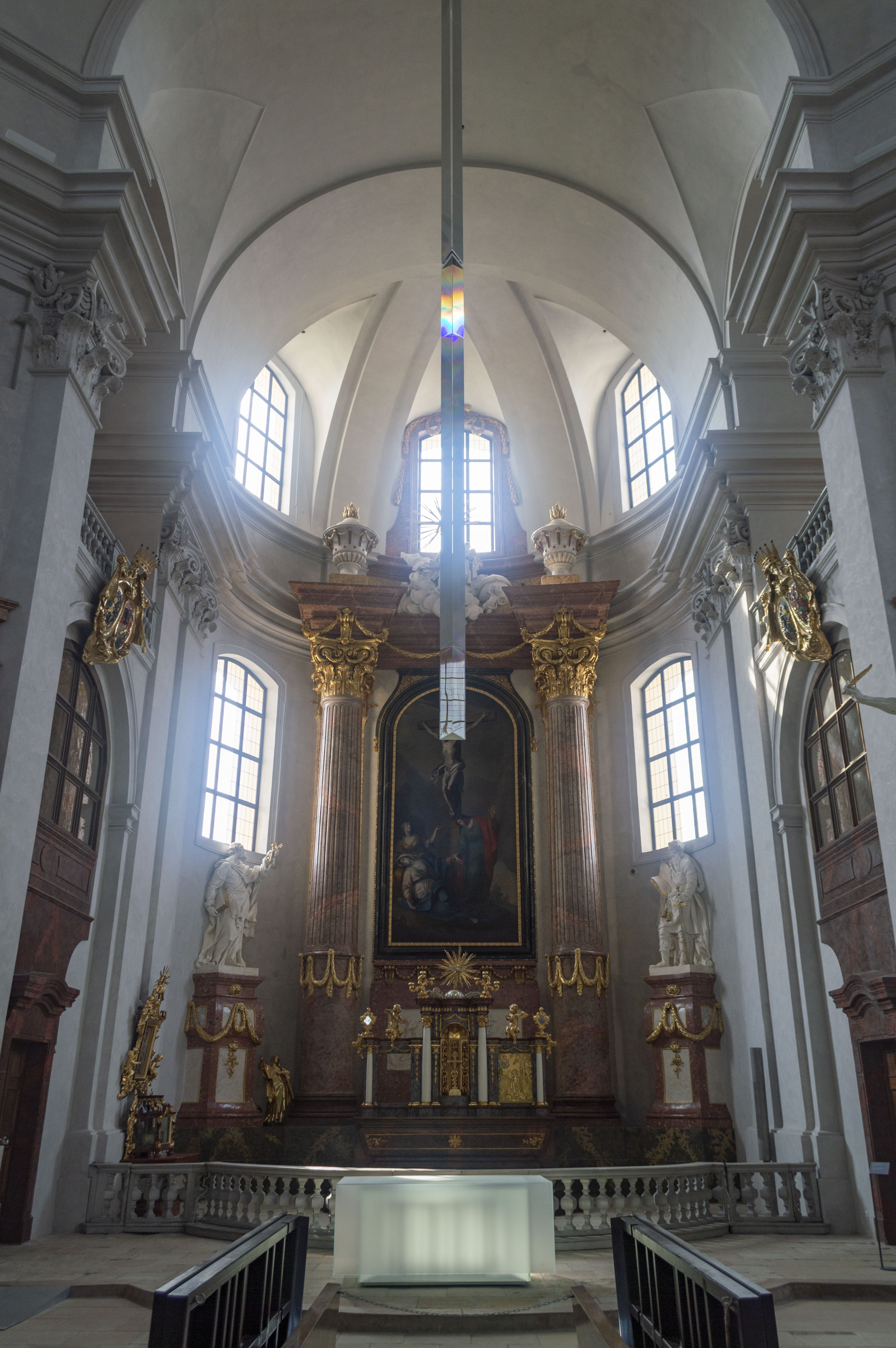
Hlavní oltář
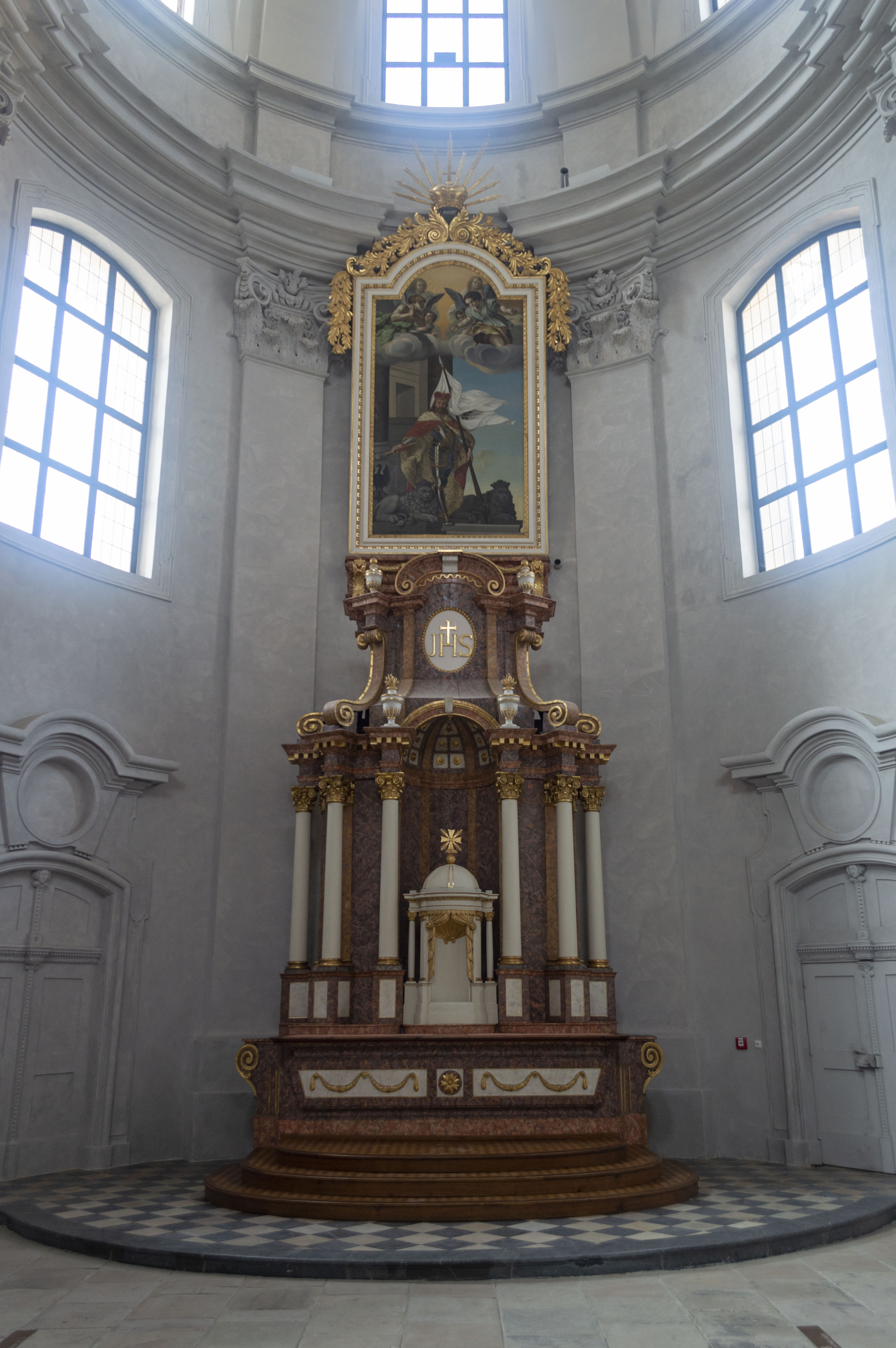
Boční oltář v pravé části transeptu
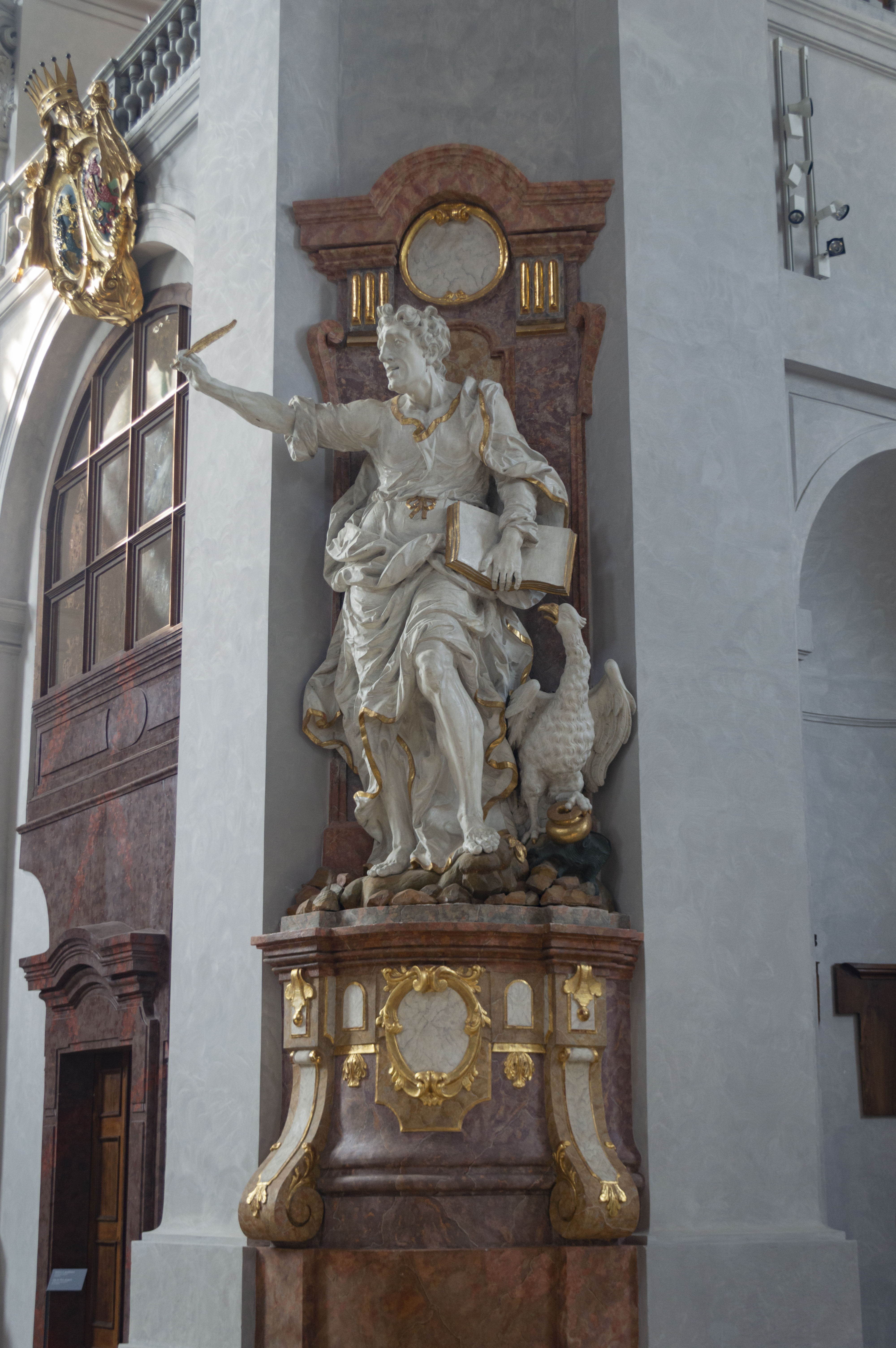
Socha evangelisty Jana
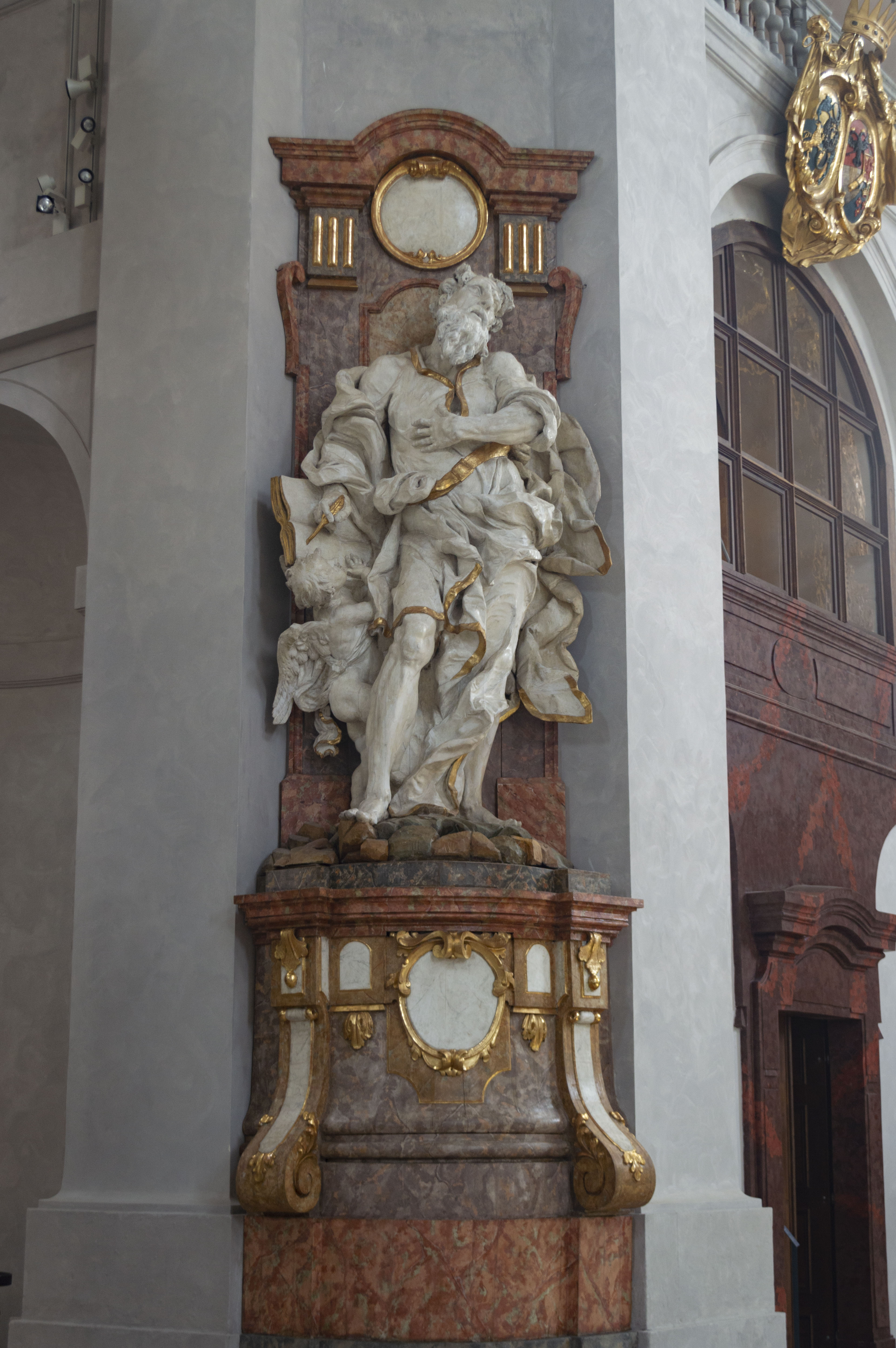
Socha evangelisty Matouše
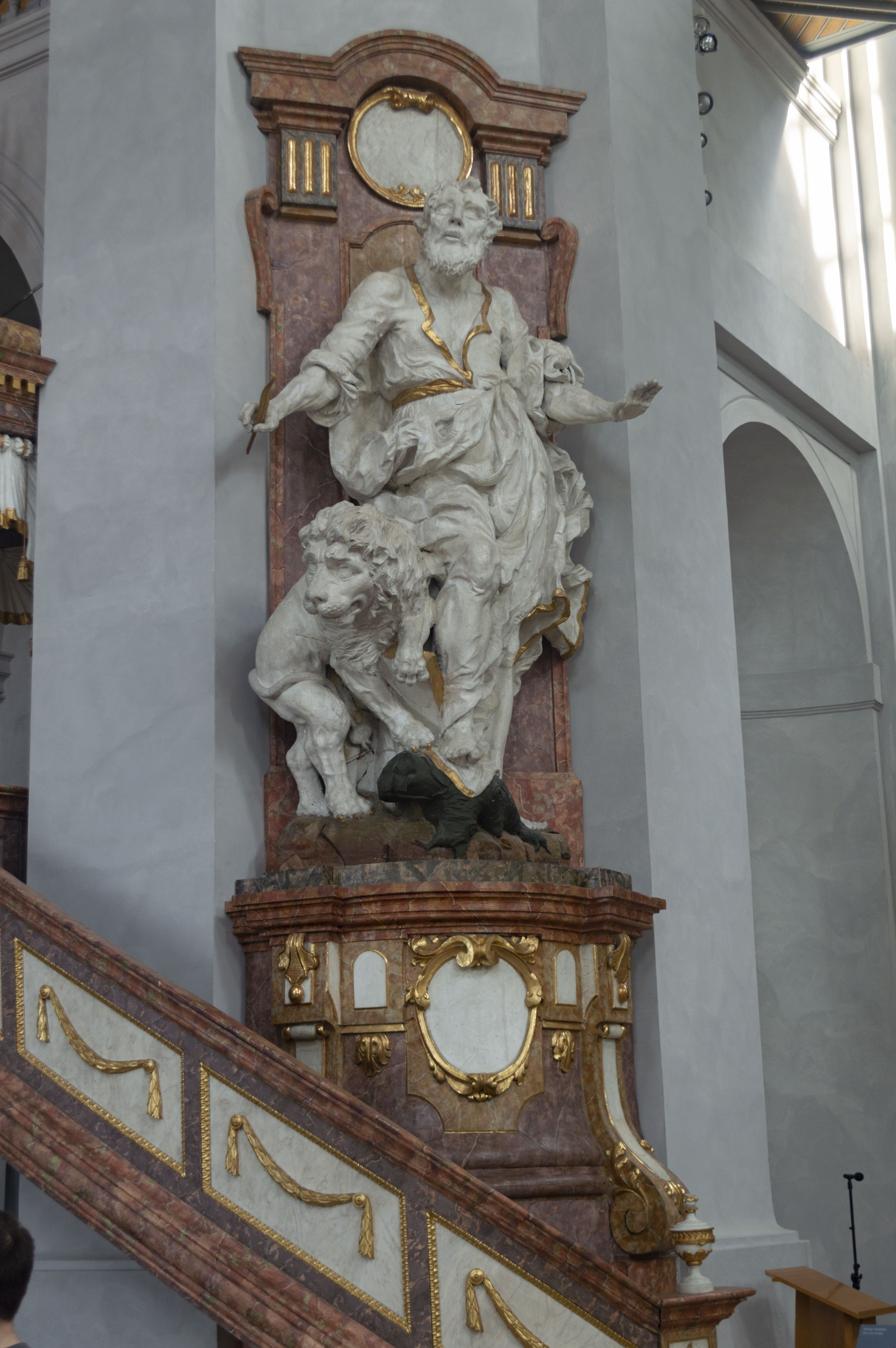
Socha evangelisty Marka
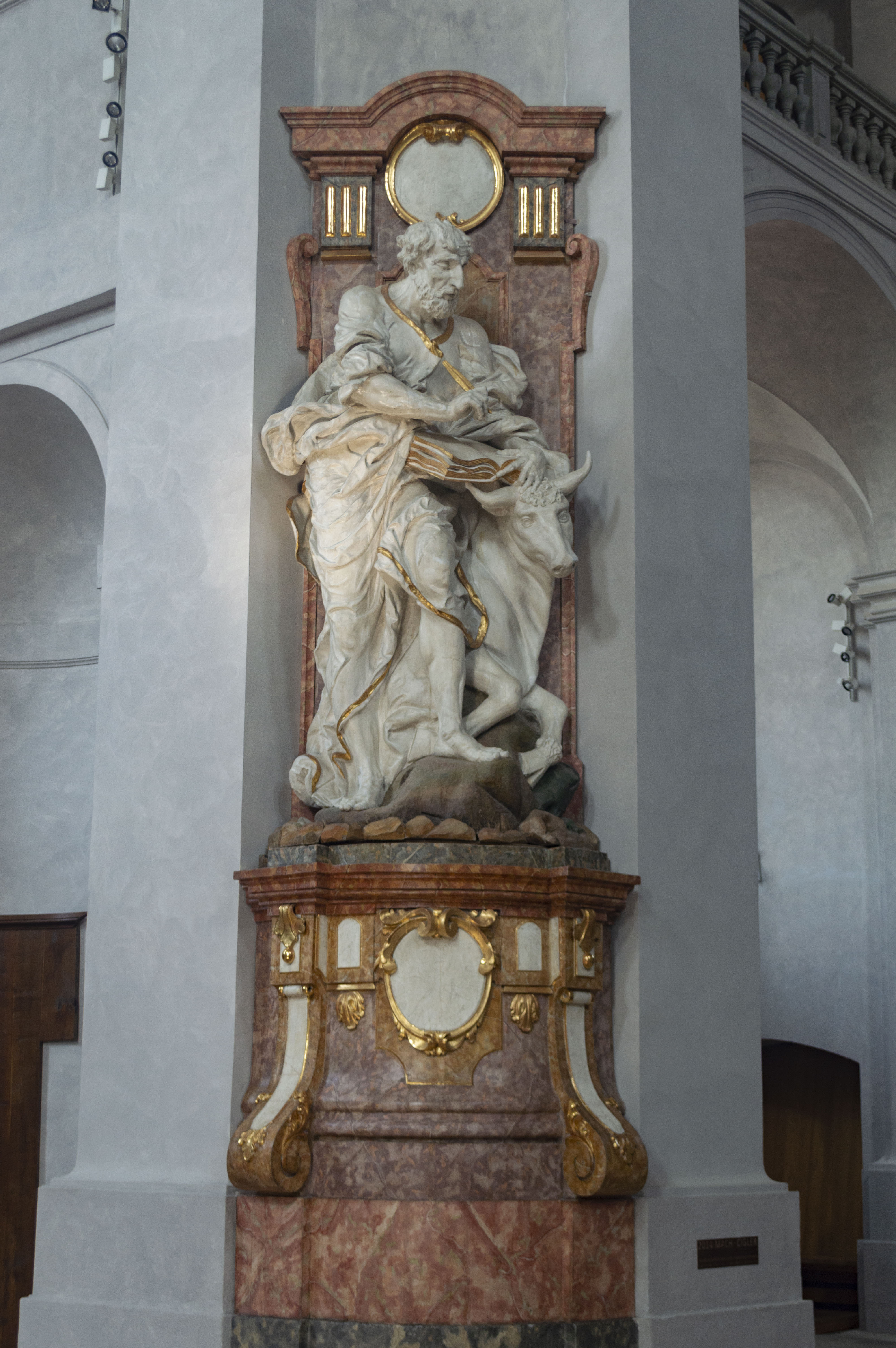
Socha evangelisty Lukáše
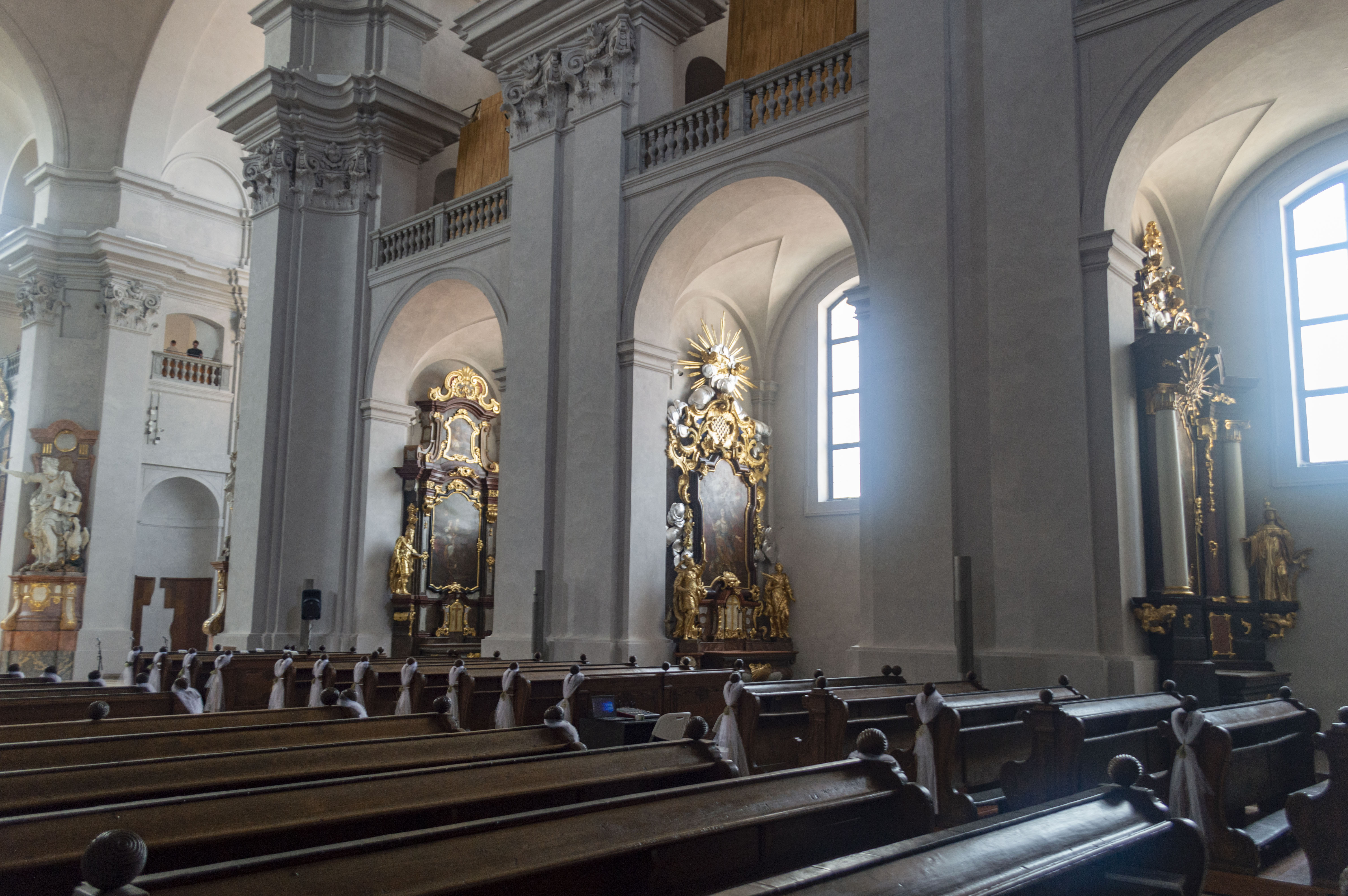
Boční kaple sv. Václava
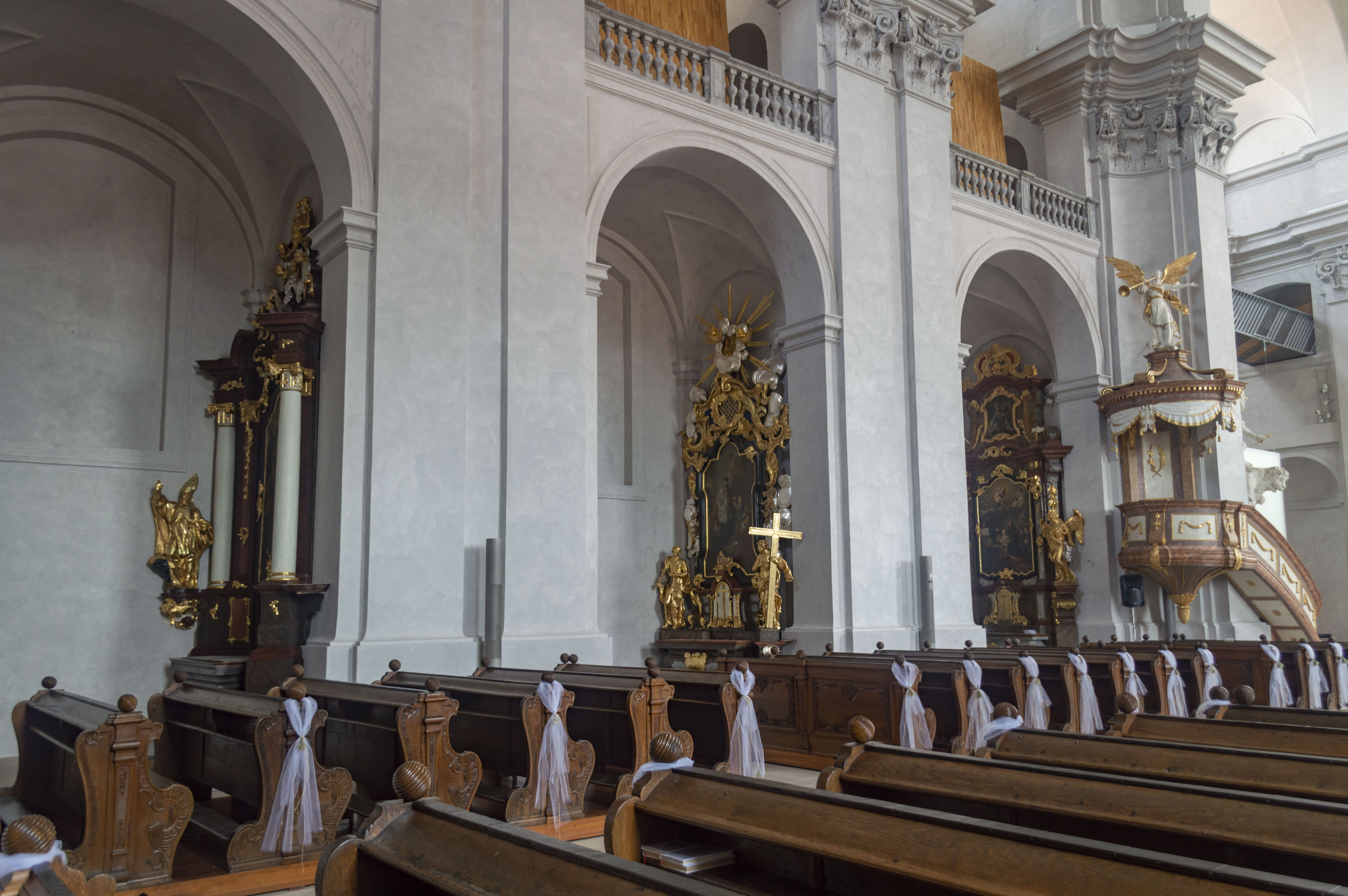
Boční kaple na levé část lodi
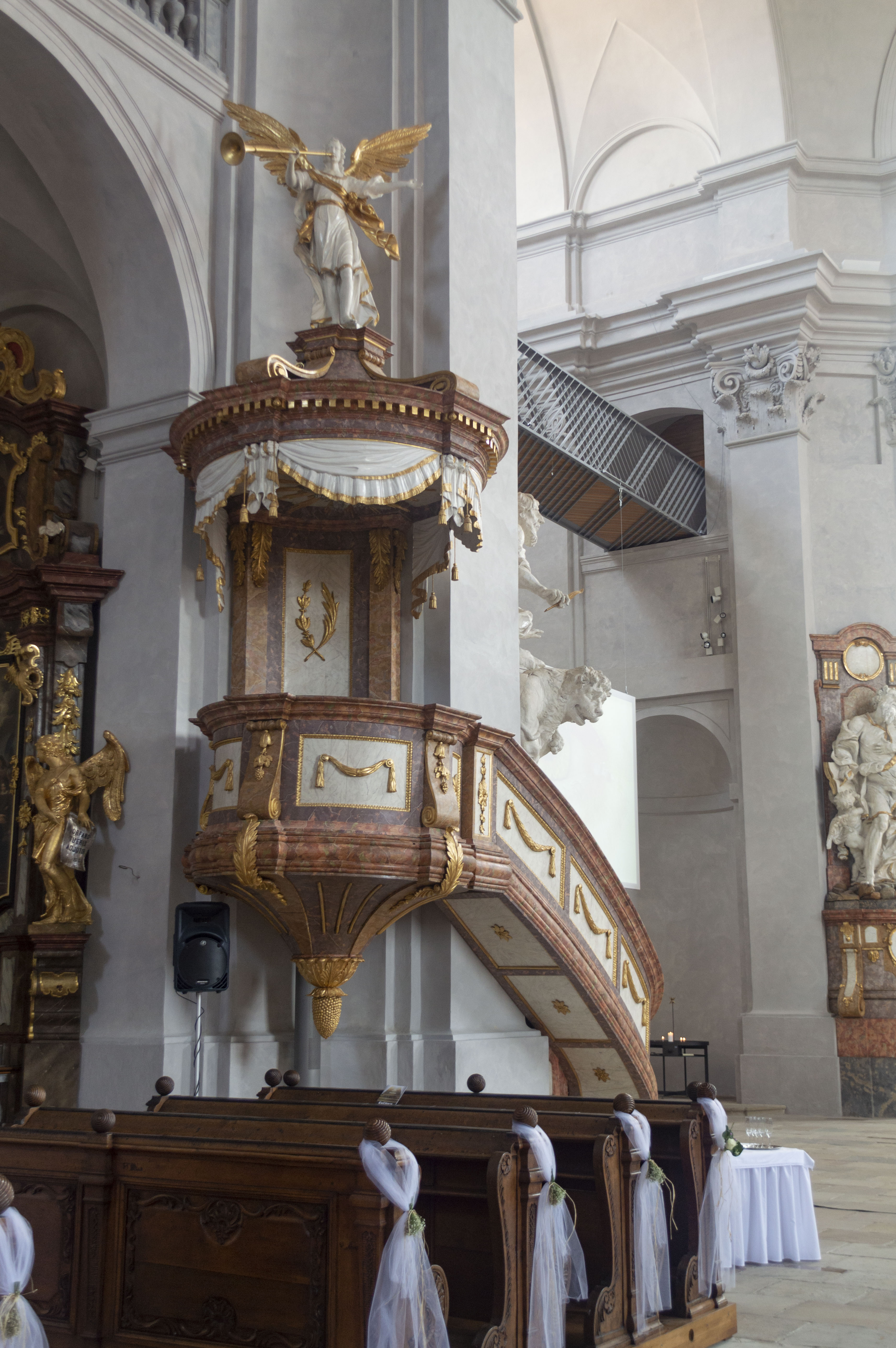
Kazatelna
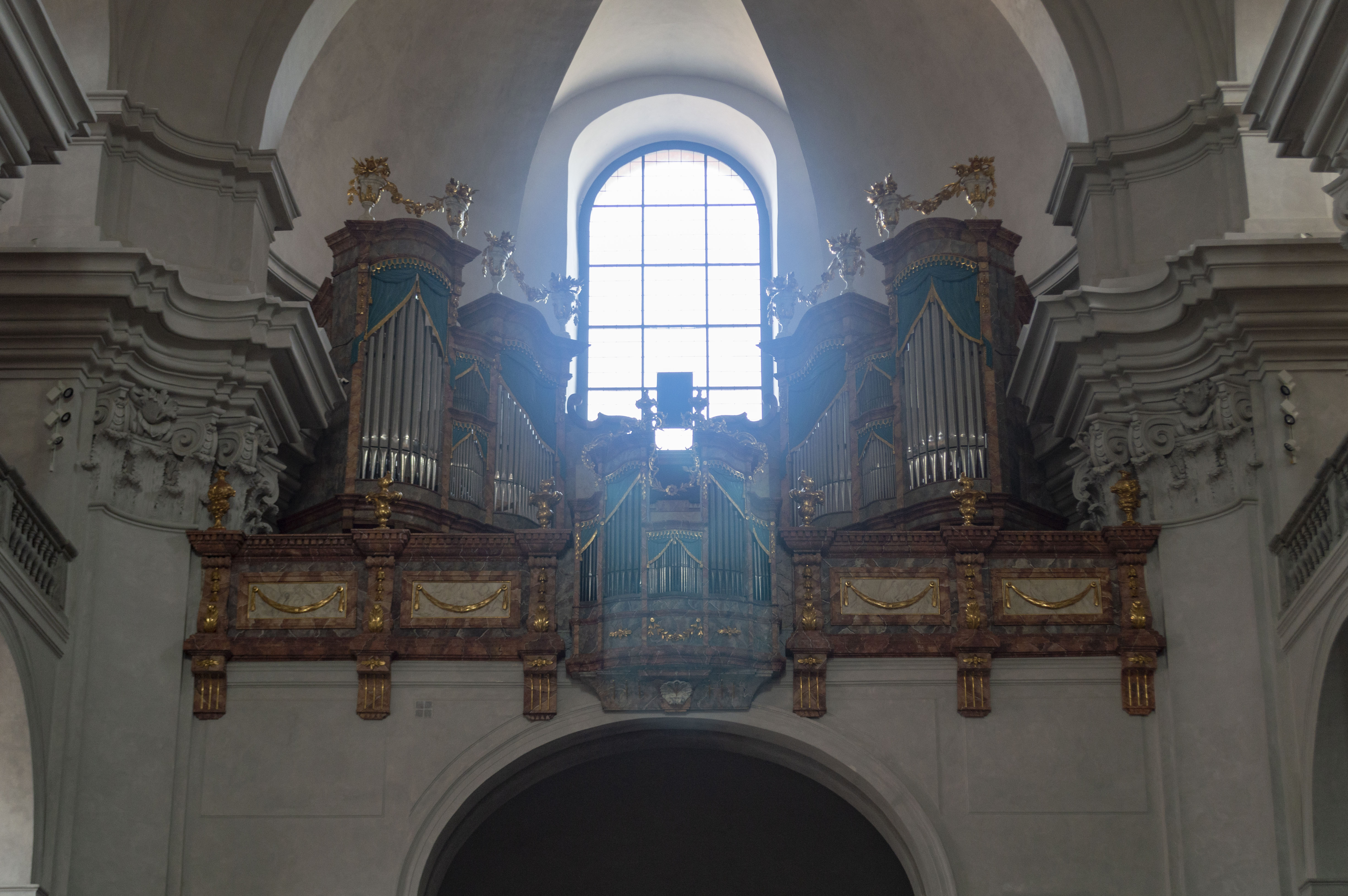
Kruchta s varhanami

Dvě řady pozdně barokních dubových lavic s rokajovým dekorem pocházejí nejpozději z roku 1752. Přední část pravé řady lavic je ohořelá, nejspíše kvůli požáru z roku 1814. Zpovědnice s rokajovým dekorem v první kapli na evangelijní straně je z roku 1748, opravována roku 1819. V sakristii se nachází dubové skříně na paramenta s rokajovým dekorem a intarzií a také mramorové lavabo zdobené píšťalami a plastickým výjevem Mojžíše a vody tryskající ze skály od Jiřího Pacáka z 1. poloviny 18. století. V minulosti se zde nacházelo také pět sochaných výjevů Kristova utrpení na odstupňovaném skalisku. V místnosti sakristie je ve vitríně vystaveno liturgické náčiní z drahých kovů, kalichy, monstrance atp.

Pohřbeni jsou v kostele příslušníci řádu, hrabata z Trautmansdorfu a Valdštejnové-Vartenberkové.

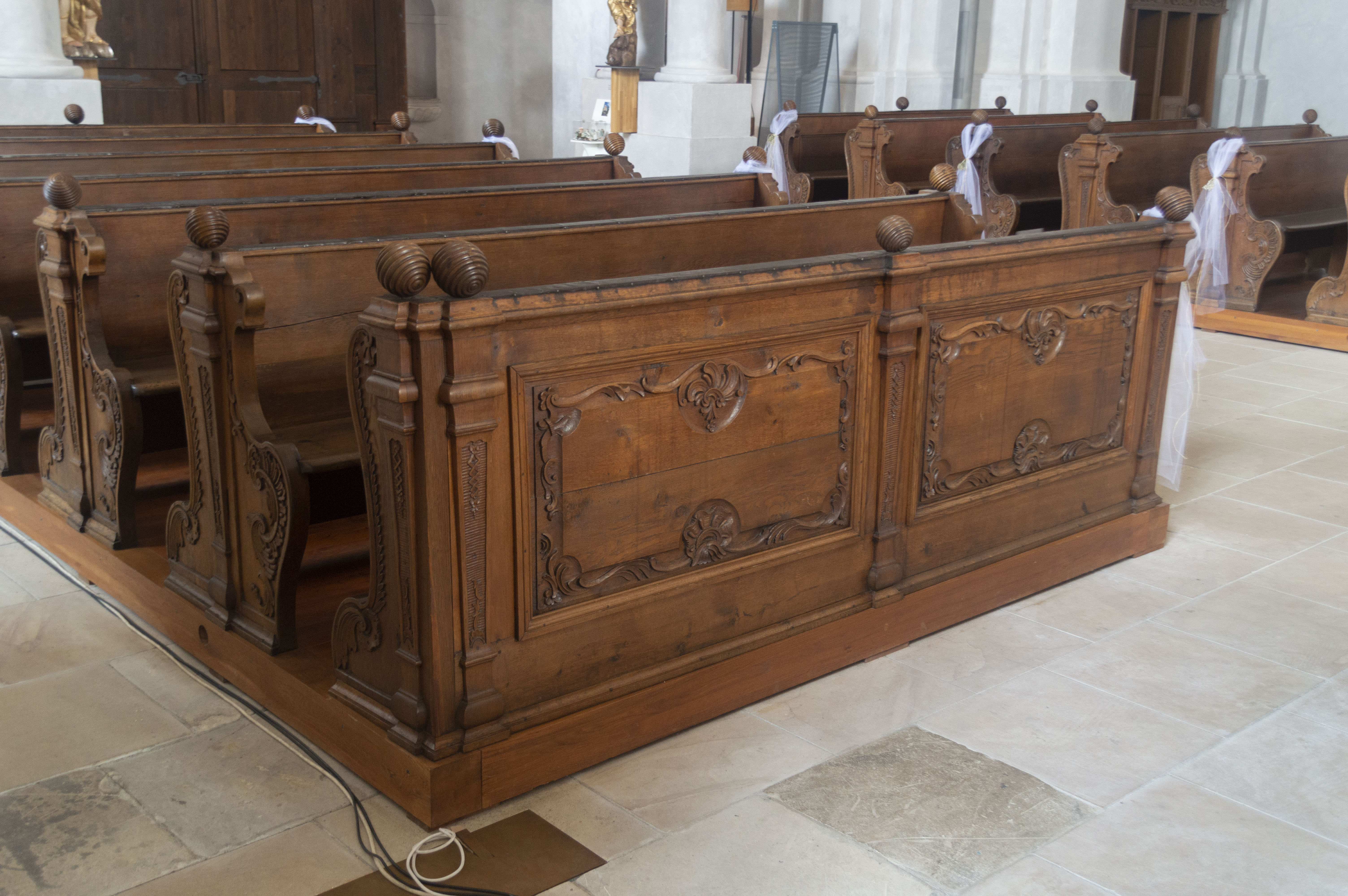
Lavice
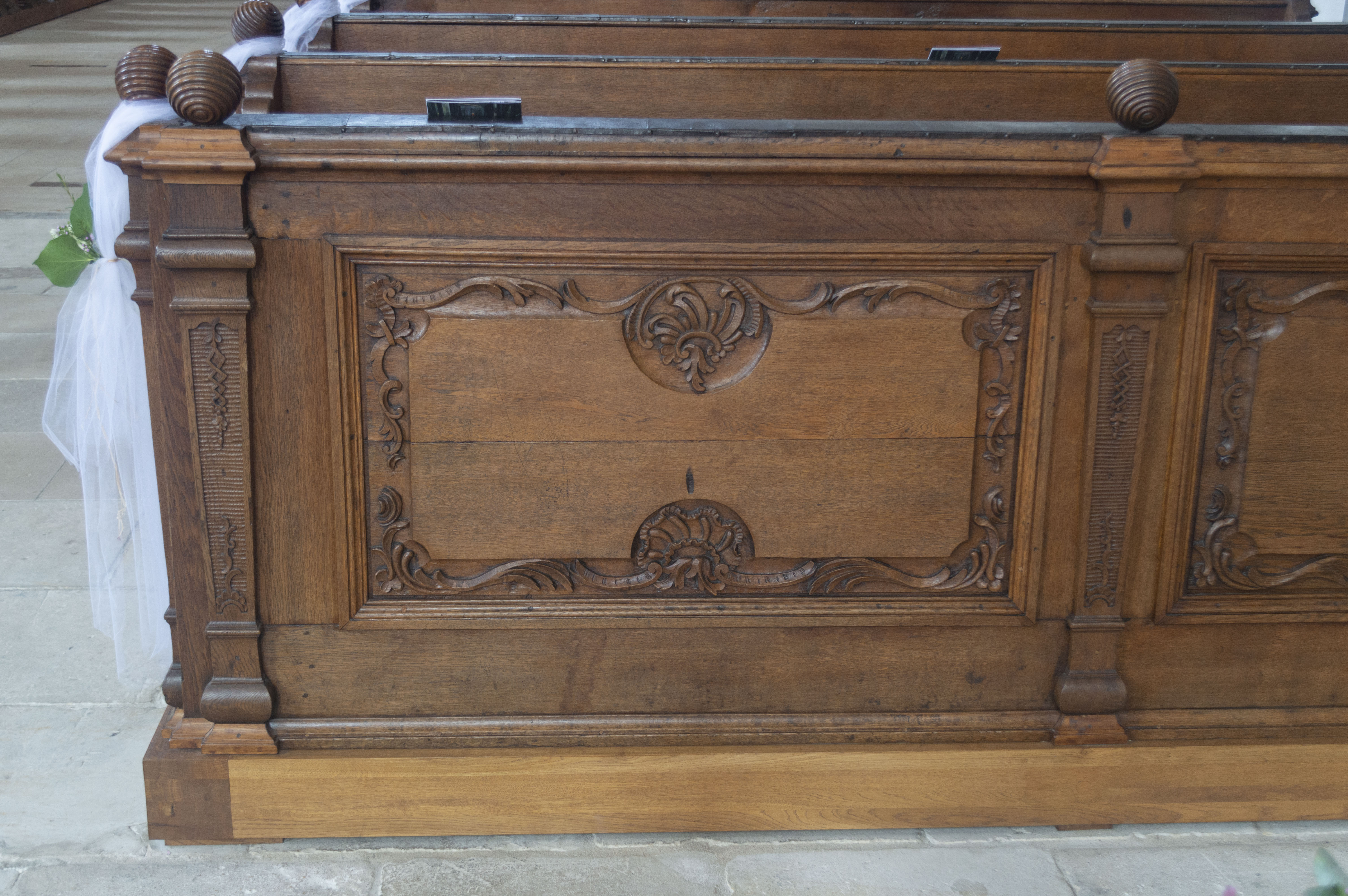
Celo lavic
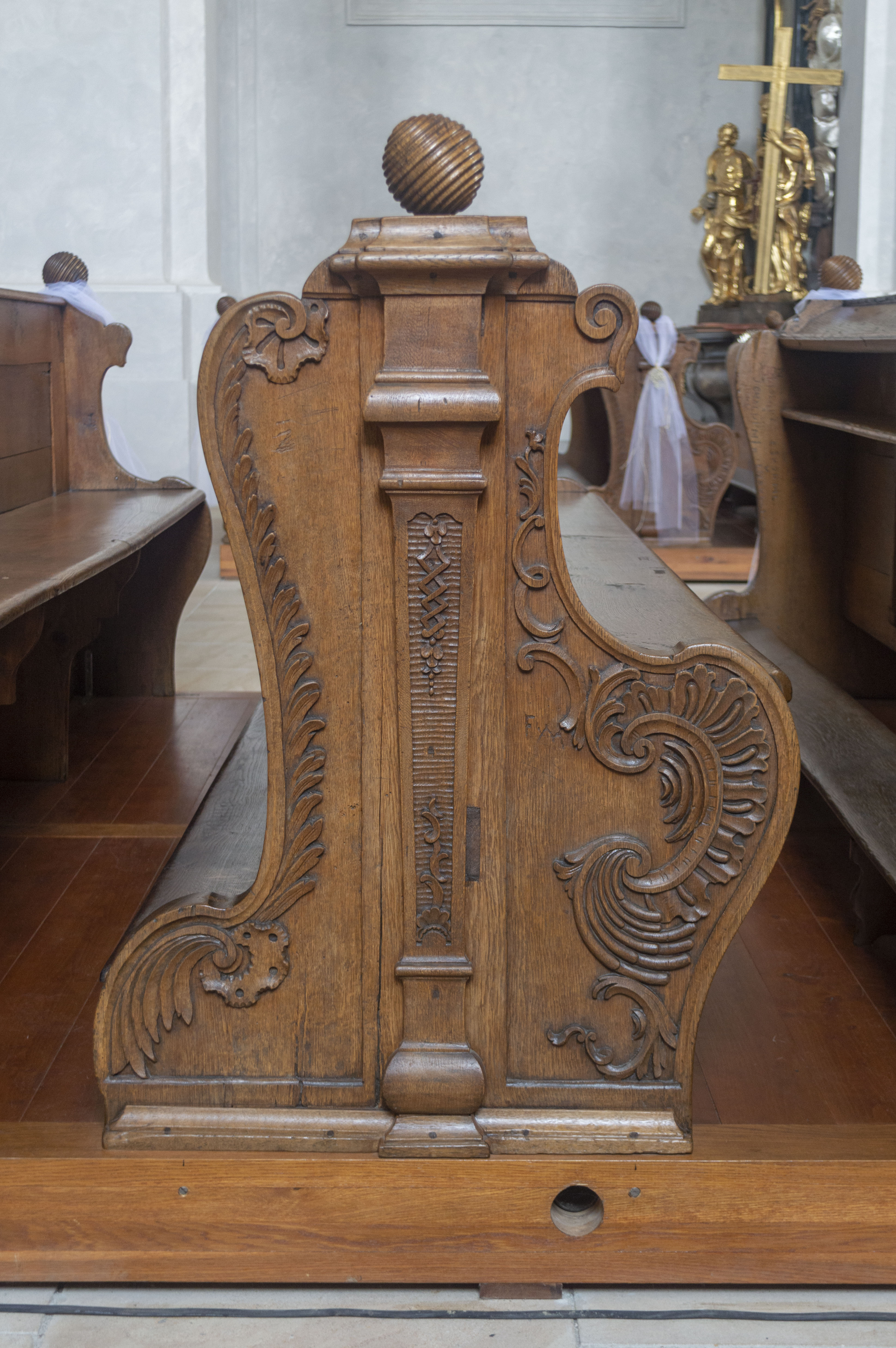
Bok lavic
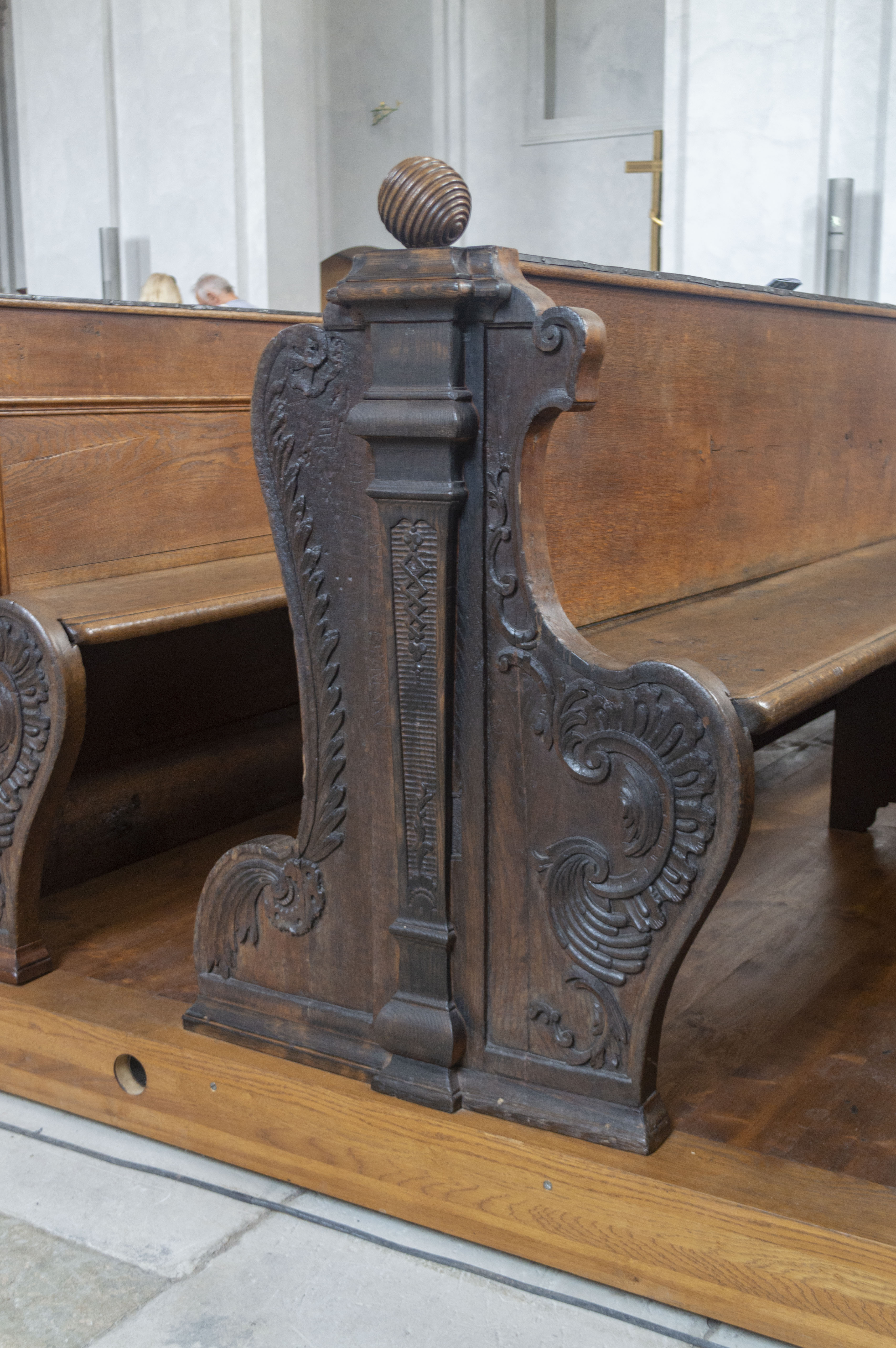
Ohořelý bok lavice
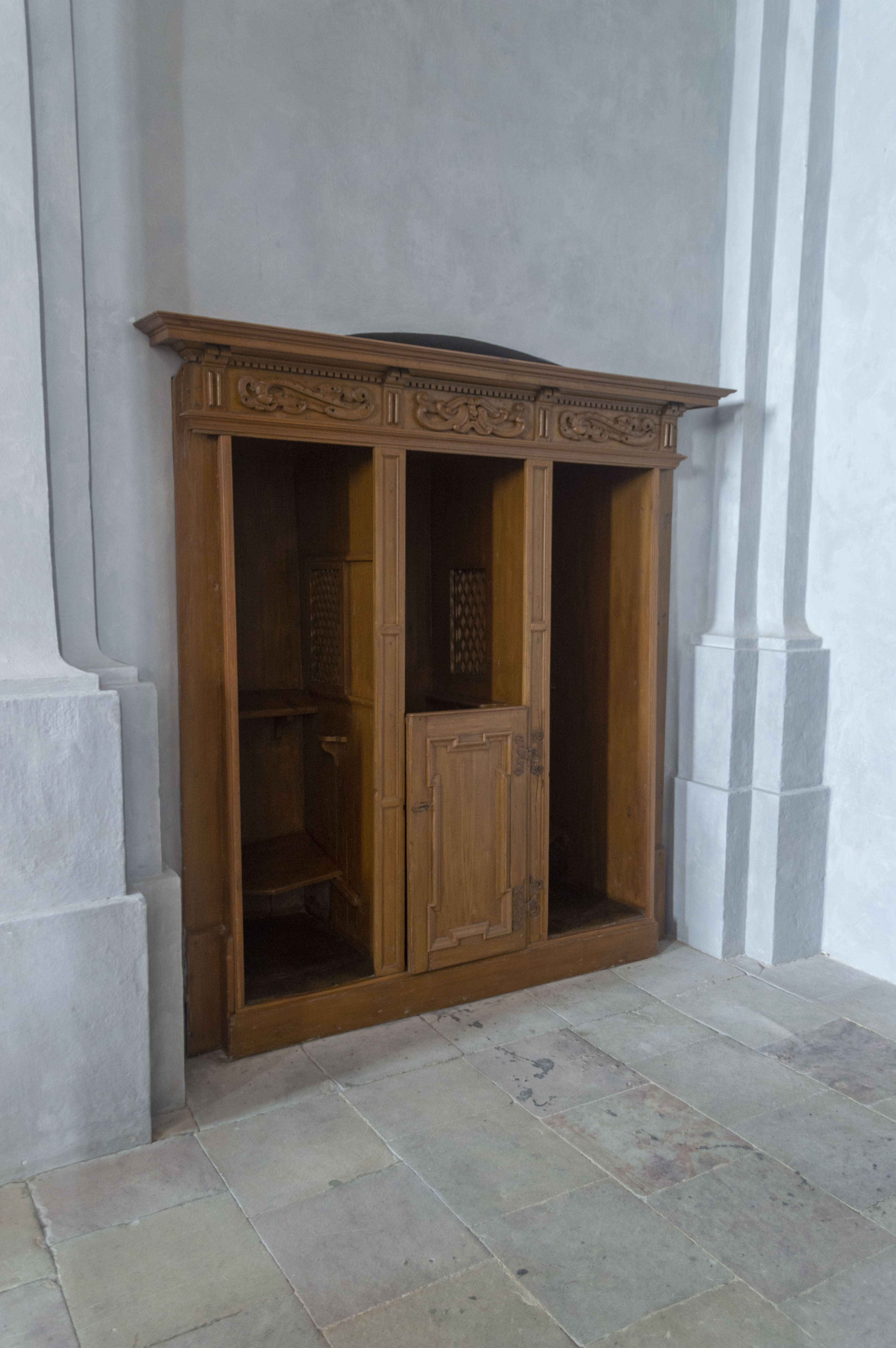
Zpovědnice
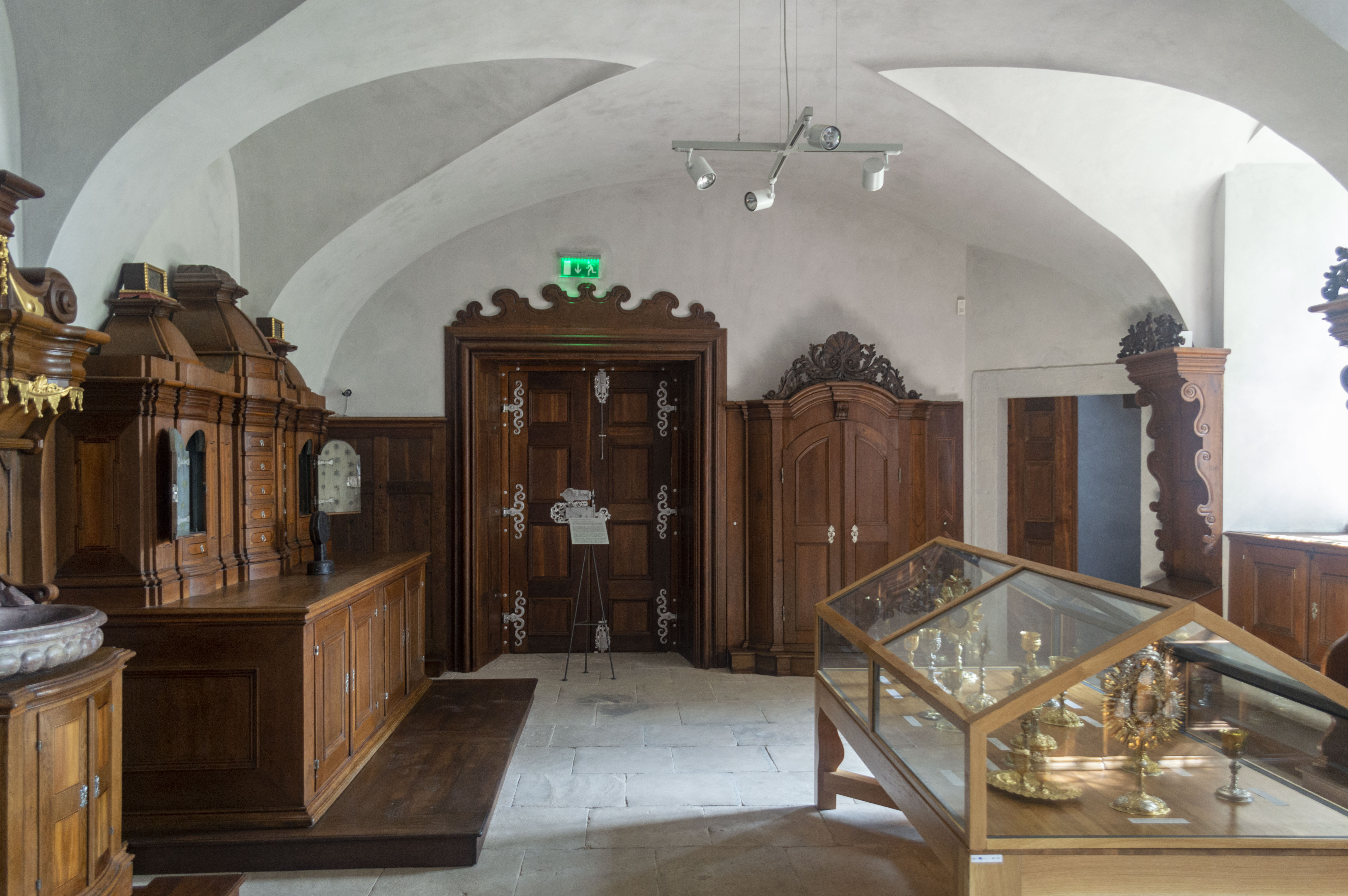
Sakristie, pohled z presbytáře
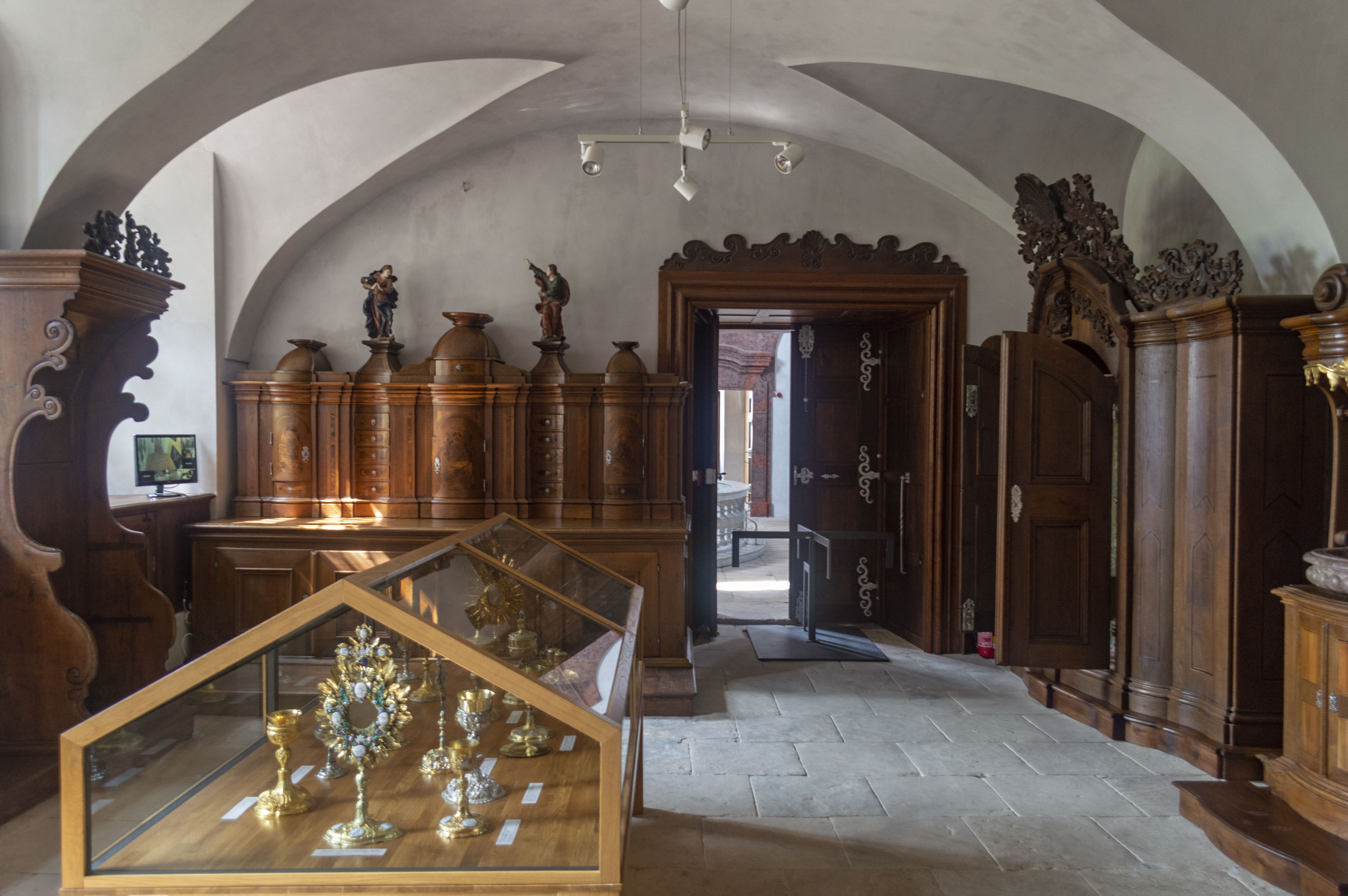
Sakristie, pohled ke dveřím do presbytáře
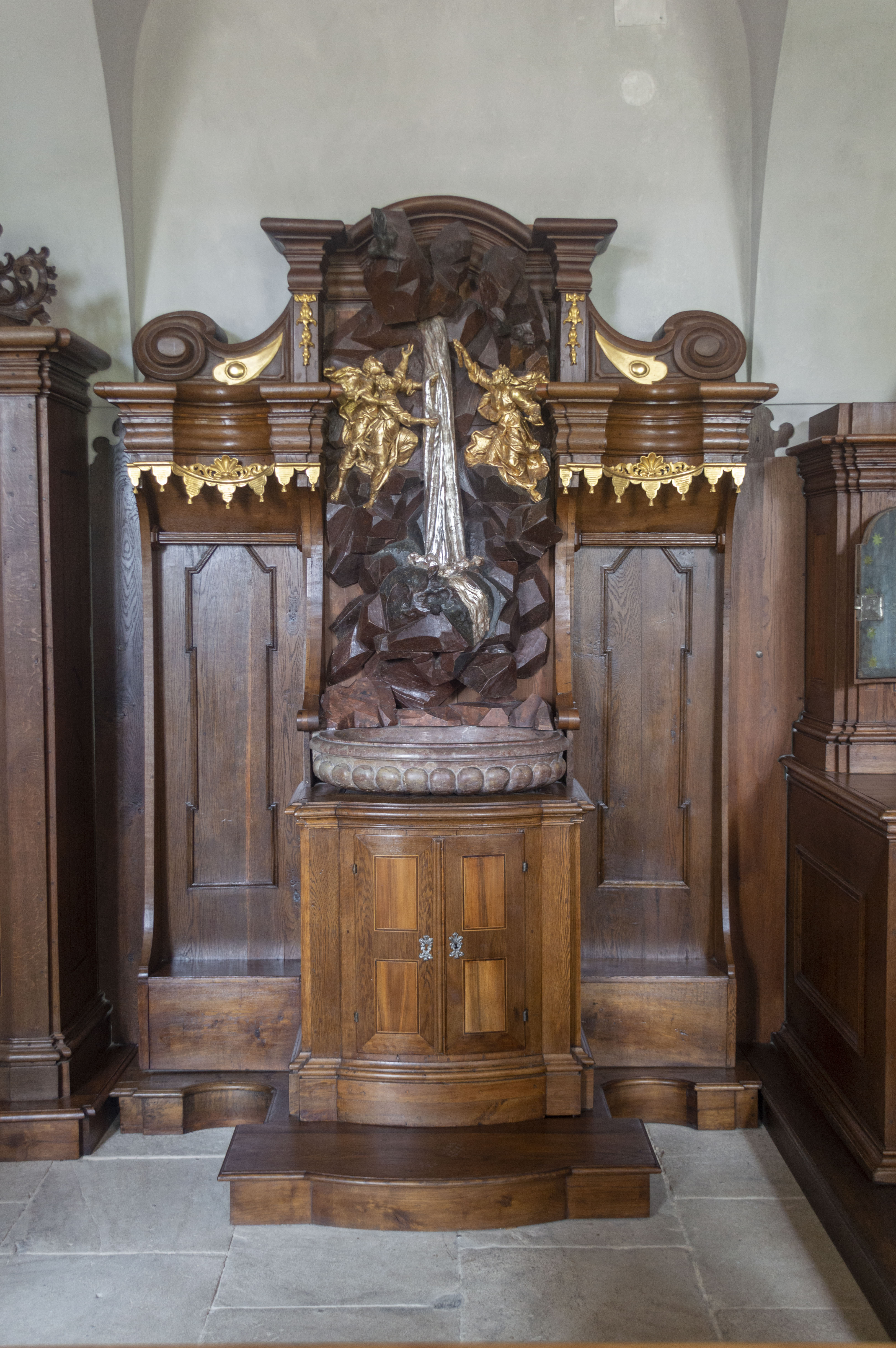
Lavabo se skulpturou
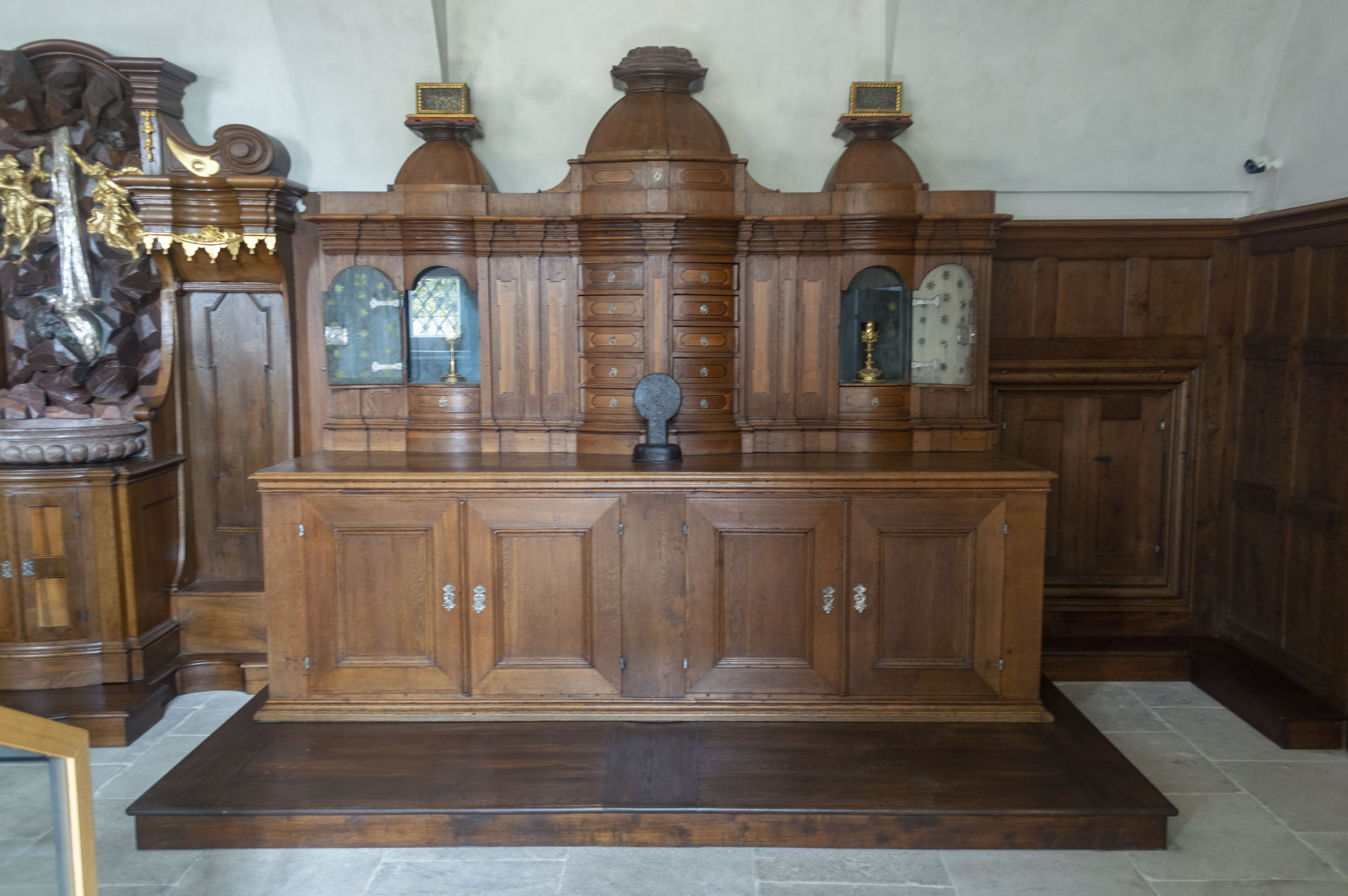
Kredenční skříň s kalichy

### Instalace
Roku 2014 zavěsili umělci Václav Cigler a Michal Motyčka do středu kupole instalaci Sloup s odraznou plochou. Instalace je tvořena hranolem z optického skla, který láme světlo a vytváří duhu a kruhovou skleněnou deskou, skrze kterou se po otevření vstupuje do krypty. Toto dílo má představovat Hospodina jako Ducha vznášejícího se nad vodami podle druhého verše z knihy Genesis a duha odkazuje na verš Položil jsem na oblak svou duhu, aby byla znamením smlouvy mezi mnou a zemí. Prostor krypty slouží pro dočasné výstavy. Světelná instalace je doplněna ještě Menzou a Světelným křížem od týž autorů z roku 2015. Menza je tvořena objektem v podobě skleněného kvádru prosvíceného zevnitř a Světelný kříž vytváří dva laserové paprsky protínající loď a transept.

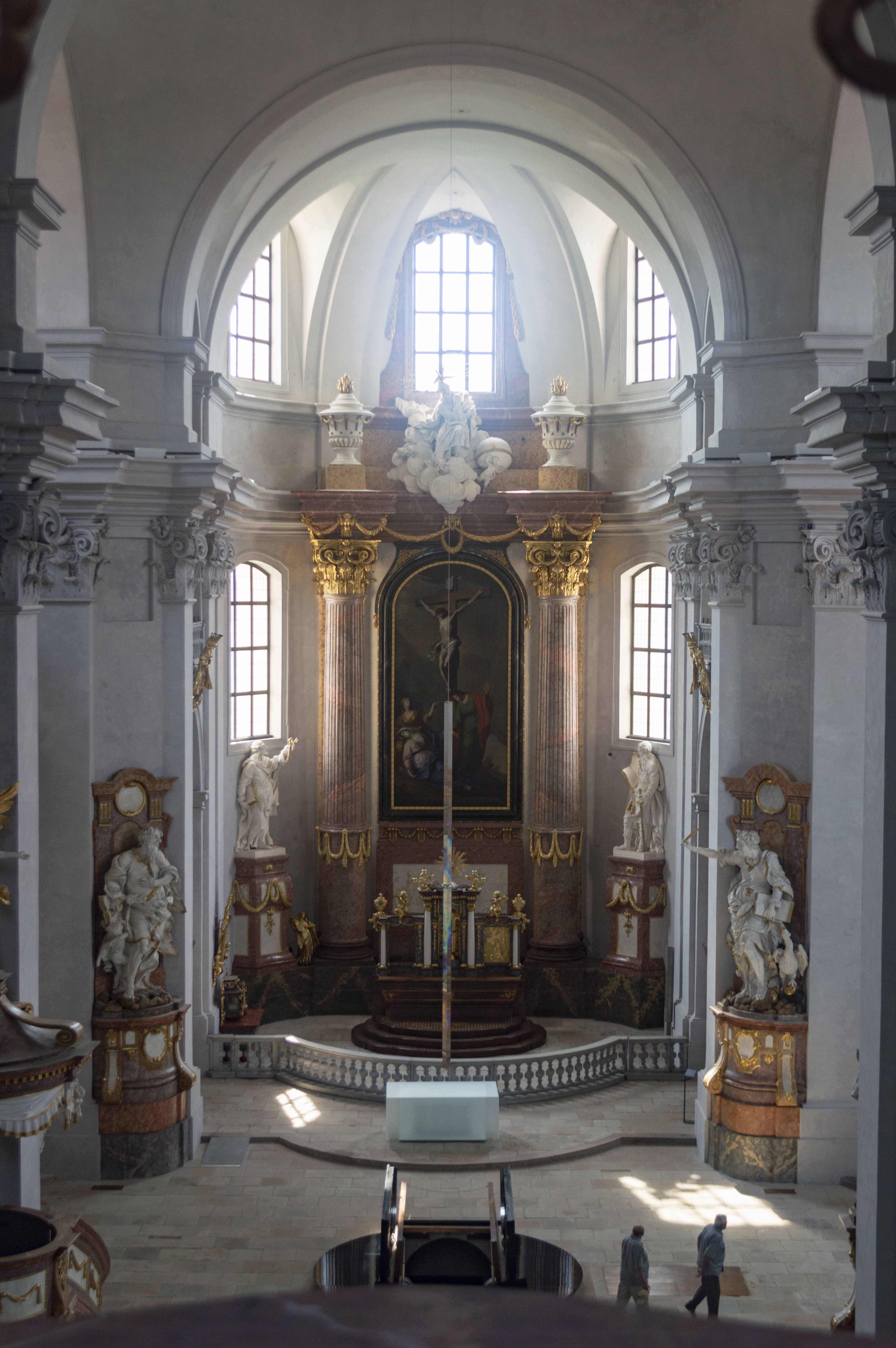
Instalace před hlavním oltářem
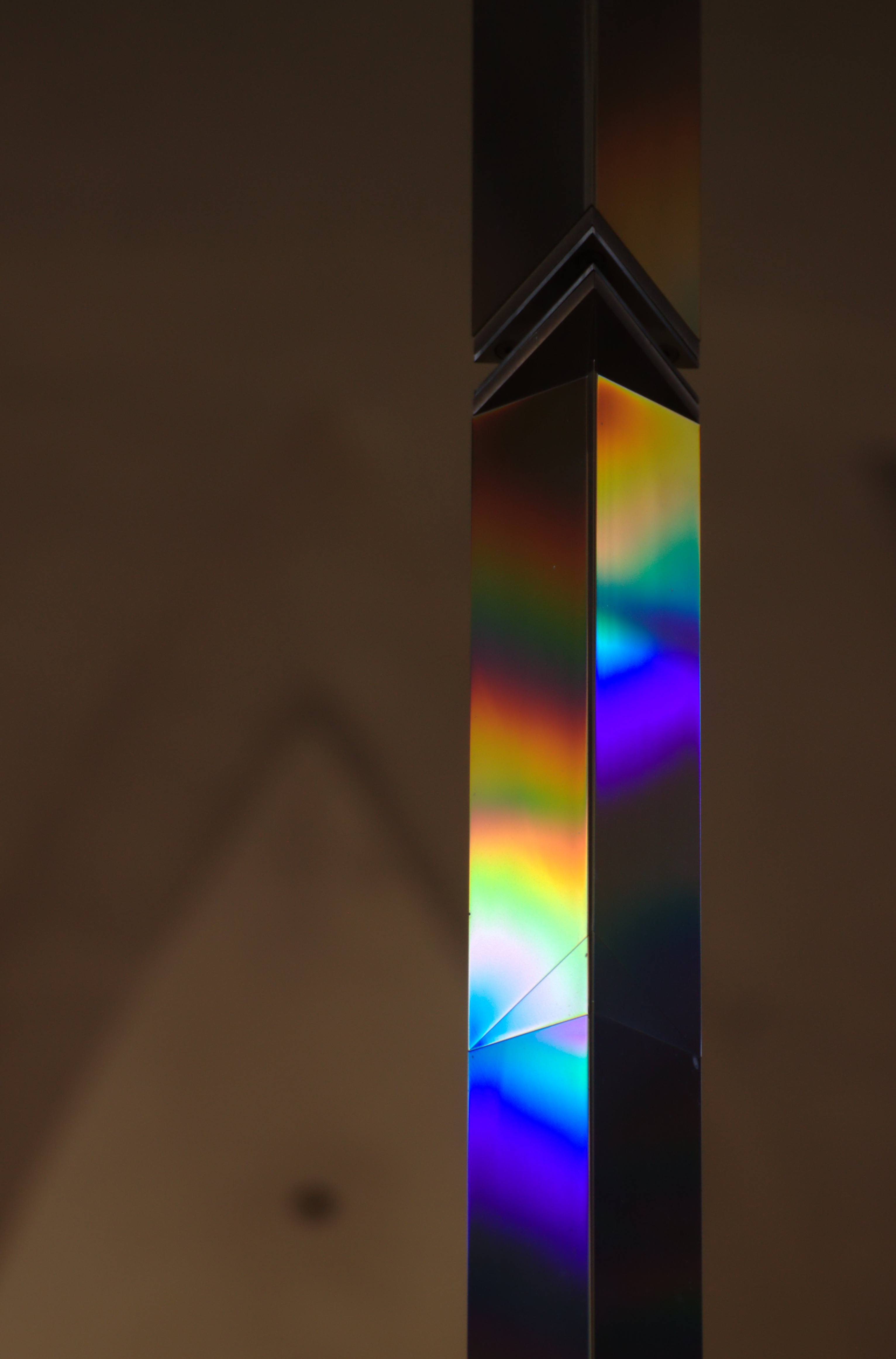
Detail hranolu

## Zvony
První zvony byly do pravé věže zavěšeny 8. září 1722, ale již roku 1735 se při požáru dva roztavily a jeden z nich zůstal. Následně byl jeden zvon přelit v Olomouci a roku 1766 tři nové zakoupeny v Praze. Při požáru roku 1755 se opět dva zvony roztavily a jeden zůstal, rovněž roku 1814 se dva roztavily a tak o čtyři roky později byly znovu slity. Zvony s letopočty 1818 a 1819 byly zrekvírovány roku 1917 a rozbity. Následující nové zvony zasvěcené svatému Václavovi (773 kg), Panně Marii (453 kg) a svatému Josefovi (303 kg) byly posvěceny 25. září 1932. Vyrobil je českobudějovický zvonař Rudolf Perner. V Březnu roku 1942 byly i tyto zvony zrekvírovány a zničeny, věž tak zůstala desítky let bez zvonů. Nové zvony se stejným zasvěcením byly ulity v Brodku u Přerova a umístěny do věže roku 2016. Zvony jsou zdobeny modlitbami podle grafického návrhu Václava Kočího. Zvon Svatý Václav Váží 750 kg, má průměr věnce 105 cm a je naladěn na tón G1. Zvon Panna Marie váží 380 kg, má průměr 88 cm a tón B1. Zvon Svatý Josef váží 320 kg, má průměr 80 cm a tón C2.

## Piaristické gymnázium

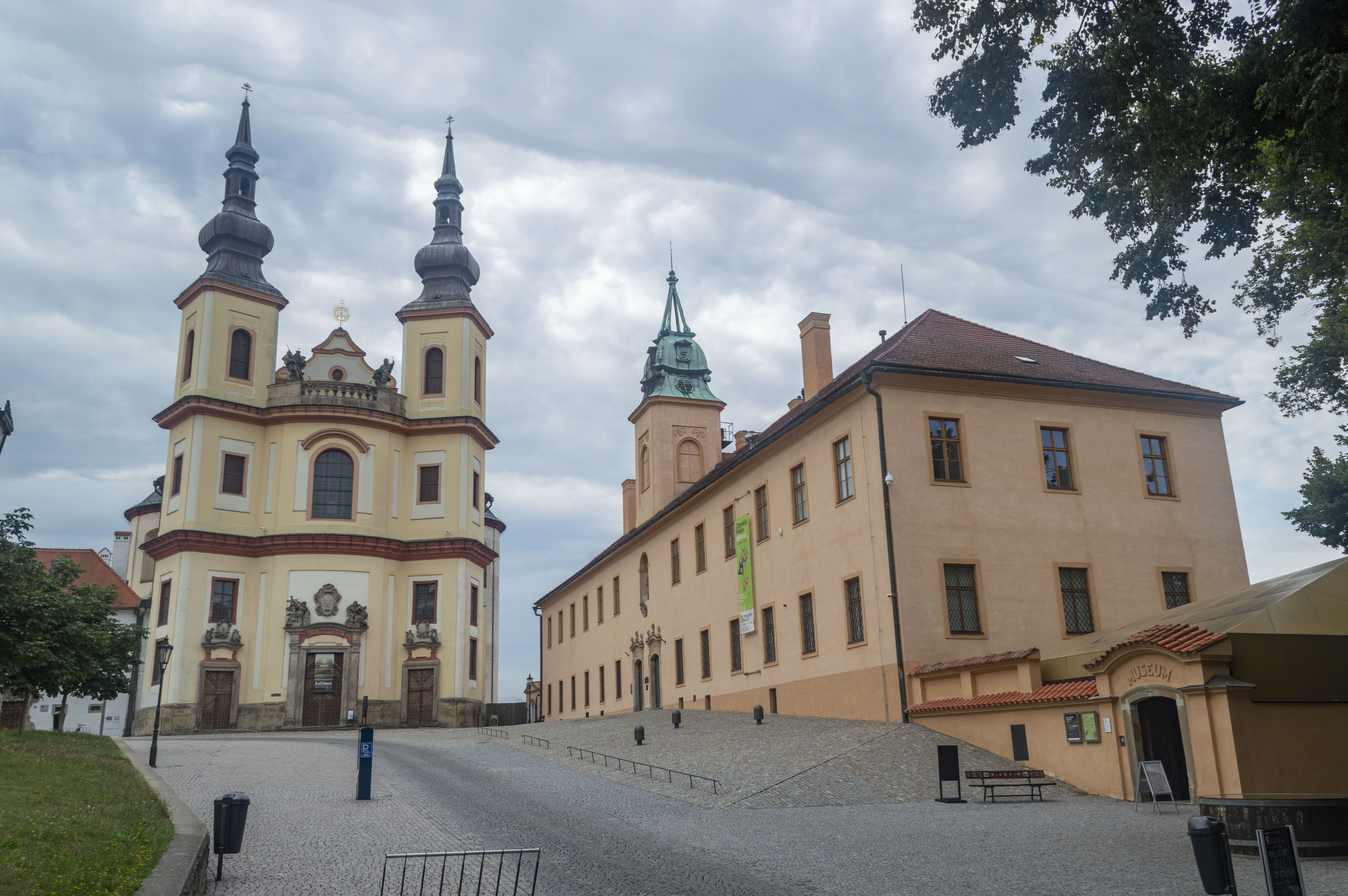
Budova bývalého piaristického gymnázia, sídlo Regionálního muzea Litomyšl

Bývalé piaristické gymnázium sousedí s kostelem Nalezení svatého Kříže, nachází se na zámeckém návrší nad městem. Postaveno bylo v letech 1714–1719 podle návrhu italského architekta Giovanniho Alliprandiho. V roce 1926 budovu zakoupilo městské muzeum. Objekt byl rekonstruován na počátku 80. let 20. století a byly do něj nainstalovány nové expozice – národní obrození v Litomyšli a historie města a okolí. Budova s obdélným půdorysem je postavena v barokním stylu. Dvě podlaží se nacházejí ve směru k zámku, na opačné straně jsou situována tři patra. Průčelí je ozdobeno portálem se sochou zakladatele piaristického řádu, Josefa Kalasanského. Střechu zdobí hranolová věžička.

### Program záchrany architektonického dědictví
V rámci Programu záchrany architektonického dědictví bylo v letech 1995-2014 na opravu bývalého kláštera čerpáno 9 400 000 Kč.

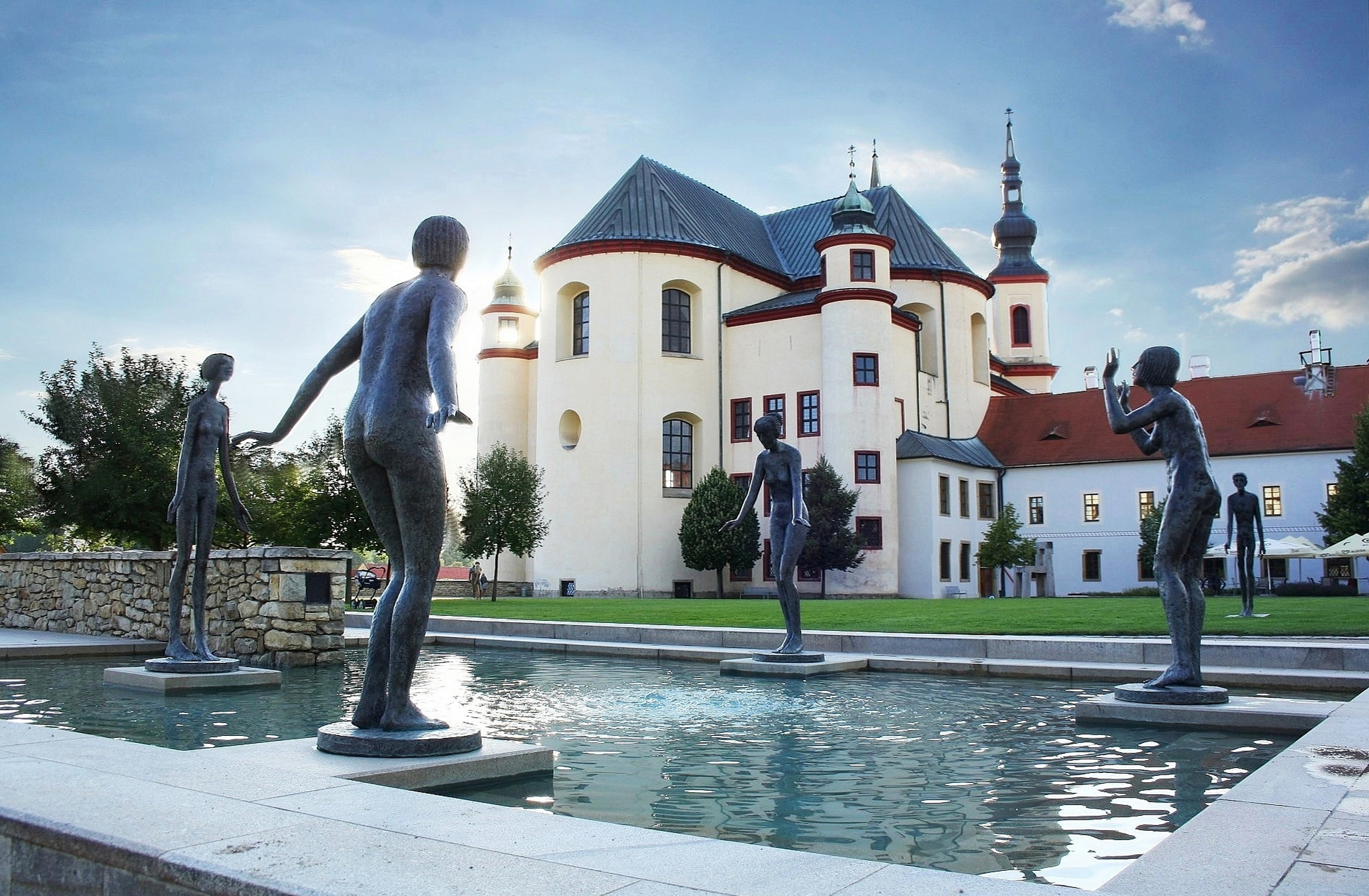
Kašna se sochami od Olbrama Zoubka

| rok    | 1996  | 1997 | 1998  | 1999  | 2000  |
| ------ | ----- | ---- | ----- | ----- | ----- |
| částka | 2 500 | 800  | 2 000 | 1 600 | 2 500 |

## Zahrady
Zahrady piaristického kláštera se rozkládají mezi dvěma svatostánky – piaristickým kostelem Nalezení svatého Kříže a katolickým kostelem Povýšení svatého Kříže. Areál zaujímá plochu 1 ha. Dochoval se původní rastr historických zdí a zbytky původního zavlažovacího systému. Po odchodu piaristů v roce 1948 zahrady zpustly a nebyly přístupné veřejnosti. Znovu byly zpřístupněny v roce 2000 v rámci Dnů Evropského dědictví. V centru se nachází bazén s mlhovištěm a sousoší, které městu věnoval Olbram Zoubek.